# Морське право
Морське право (міжнародне морське право) — підгалузь міжнародного приватного права, яка регулює майнові відносини, ускладнені іноземним елементом, що виникають у процесі міжнародного економічного обороту та пов'язані з використанням моря.
Морське право слід відрізняти від міжнародного морського публічного права, яке регламентує відносини між державами з питань використання світового океану.

## Історія
Міжнародне морське право є однією з найстарших галузей міжнародного права, тому що з давніх часів Світовий океан, що займає 71 % території планети Земля, грав важливу роль у задоволенні господарських потреб народів, що населяють її.
Етапи становлення міжнародного морського права прямо пов'язані з етапами становлення людської цивілізації.
Слід зазначити, що коли говорять про міжнародне морське право рабовласницького і феодального суспільств і навіть періоду переходу до капіталізму, вживання цього терміна не пов'язано з позначенням галузі міжнародного права, а позначає окремі норми морського права, що належать в ті часи в основному до системи внутрішнього права, сферою правового регулювання яких виступали насамперед майнові відносини приватно-правового характеру. Своєрідні «кодекси», які мали тоді використання:
- Родоське морське право, (Lex rhodia de iactu)
- Базіліка (Basilica),
- Consolato del Mare,
- Закони Вісбі,
- Кодекс Ганзи,
- Морський кодекс Амальфі (Tabula Amalphitana),
- Олеронські згортки (сувої) та інш.

Вони не були джерелами міжнародного права, тому що не містили в собі ні звичайні, ні кодифіковані норми, а тільки звичаї — правила поведінки, що склалися в торгівлі між портами того або іншого географічного регіону в результаті багатовікової практики, що, за словами Д. Кодомбоса, діяли як «несанкціоновані якою-небудь суверенною владою». Вони не встановлювали правовий режим морських просторів, оскільки ще не склалися інститути відкритого моря, внутрішніх і територіальних вод.
Водночас вже в VI—IV сторіччях до нашої ери були укладені договори між Римом і Карфагеном про встановлення кордонів і режиму плавання в затоках Карфагенській і Лаціума, біля берегів Іспанії, Лівії, Сардинії, що зробили згодом вплив на формування міжнародного-правового режиму територіальних вод. У праві Давнього Ізраїлю морські простори, розташовані на захід від Палестини, розглядалися як домініон цієї держави. Проте в античному світі принцип свободи відкритого моря ще не існував, як не існувало і самої галузі міжнародного морського права як системи норм, що визначають правовий режим морських просторів і правила їхнього використання. Це пояснювалося насамперед низьким рівнем розвитку економічних відносин і відсутністю єдиного світового ринку.
У феодальну епоху розвиток норм і правил морської діяльності відбувався в окремих морських регіонах і враховував місцеві умови і традиції. Таким чином, з'явилися згадані вище «кодекси» — як регіональні джерела морського права. В основному ці джерела являли собою зведення місцевих законів, звичаїв, що склалися і діяли в країнах і портах певного морського регіону. Попри регіональний характер, багато положень цих джерел справили суттєвий вплив на розвиток міжнародного морського права. Особливо велику роль відіграв для формування загальноприйнятих норм морського права «Морський кодекс Амальфі» — кодифіковані норми морського права, складені в XI столітті в італійській морській республіці Амальфі. У феодальну епоху різко загострилися претензії великих морських держав на простори Світового океану і їх спроби перетворити ті чи інші морські ділянки на закриті для доступу інших країн території під своїм суверенітетом — так зване Mare clausum (Закрите море). Так, Португалія претендувала на Атлантичний океан на південь від Марокко, Іспанія — на Тихий океан і Мексиканську затоку, Англія — на Північну Атлантику, Венеційська республіка фактично встановила суверенітет над Адріатичним морем, а Генуезька республіка над Лігурійським. Характерною для цього періоду є активна участь у цих процесах католицької церкви. Претензії ряду держав навіть підкріпили буллами Папи Римські — Олександр VI 1493 року і Юлій II 1506 року.
Саме в цей період починає формуватися принцип свободи відкритого моря, що був противагою принципу закритого моря і остаточно сформувався до кінця XVII сторіччя: Його становлення прямо пов'язане з гострою боротьбою між феодальними державами — Іспанією і Португалією — і державами, у котрих активно розвивався капіталістичний засіб виробництва, — Англією, Францією, а потім Голландією, що виступили за свободу морів. У цей час були початі перші спроби доктринального обґрунтування ідеї свободи відкритого моря. Розгорнута аргументація на користь свободи відкритого моря була дана в праці фундатора науки міжнародного права голландського мислителя і юриста Гуго Гроція «Mare Liberum» («Свобода морів або право, що належить Голландії, брати участь у торгівлі в Ост-Індії»). Він відзначав, що загальні потреби людства й інтереси міжнародної торгівлі потребують визнання відкритості морів. Г. Гроцій писав про те, що відкрите море не може бути предметом володіння держав і приватних осіб і що користування їм однією державою не повинно перешкоджати його використанню іншими. Погляди Г. Гроція й інших учених на свободу морів були засновані на приватноправових, цивілістичних поглядах римських юристів. У визначеній мірі «раціональним зерном» обґрунтування свободи відкритого моря юристами (Г. Гроцій, Л. Б. Отфейль, Л. Оппенгейм, Ф. Ф. Мартене та інш.) був проведений ними зв'язок цієї свободи зі свободою міжнародної торгівлі.
Одночасно з інститутом відкритого моря формувалися норми, що належать до територіальних вод, або територіальному морю. Необхідність створення особливого режиму в цих водах обґрунтовувалася інтересами безпеки прибережної держави і її виключних прав у них на рибальство. Ще наприкінці XIV сторіччя Л. Балд писав про те, що море, що прилягає до території якоїсь держави, підпорядковане її юрисдикції. Вже в другій половині XVII сторіччя англійський юрист А. Джентілі включав до складу території держави не тільки суходіл, але і прилягаюче море, що він називав територіальними водами. У цей час почалися пошуки критеріїв для визначення їхньої ширини. Спочатку пропонувалося визначати ширину територіальних вод дальністю польотів гарматного ядра, межами дії берегових батарей. Наприкінці XVIII сторіччя італійський юрист М. Гальяні запропонував вважати межею територіальних вод 3 морські милі. Проте на практиці держави встановлювали ширину територіального моря, як правило, у межах від 3 до 12 морських миль.
Під впливом принципу свободи відкритого моря виникло й одержало поступово загальне визнання право мирного проходу іноземних невоєнних суден через територіальне море. Г. Гроцій визнавав можливість установлення поясу територіальних вод прибережною державою і право мирного проходу ним суден інших держав. 1625 року П. Фрейтас дав визначення поняття «територіальне море», у який було включене і положення про право мирного проходу через нього іноземних суден.
Історія міжнародних морських відносин свідчить про те, що норми і принципи міжнародного морського права укладалися і розвивалися при безпосередній взаємодії двох тенденцій — захисту своїх інтересів прибережними державами і необхідності вільного використання відкритого моря в інтересах усіх суб'єктів міжнародного права. Але тільки в XX столітті, що ознаменувалося революційними темпами розвитку промисловості, науки і техніки, появою системи світогосподарських зв'язків і світового ринку, суттєвим розширенням діяльності держав у Світовому океані, об'єктивно дозріли умови для якісного розвитку норм і інститутів міжнародного морського права і їхньої кодифікації.

## Кодифікація міжнародного морського права
При аналізі процесу становлення міжнародно-правових норм, що регулювали режим морських просторів і різноманітні види діяльності держав з використання Світового океану з кінця XVIII століття до середини XX століття, можна приходити до висновку, що це були в основному норми звичаєвого права, частина з яких була закріплена в угодах, укладених державами на двосторонній основі.
Перша спроба кодифікації норм, що належать до правового режиму територіальних вод, почата 1930 року під егідою Ліги Націй, успіхом не увінчалася. її результатом став лише проект конвенції, підготовлений для розгляду в майбутньому. Слід зазначити також спроби кодифікації окремих норм в основному зі специфічних питань (запобігання зіткненням суден, охорона людського життя на морі, безпека мореплавання та ін.).
Відсутність настійної зацікавленості міжнародного співтовариства в договірному закріпленні вже існуючих звичаєвих норм у відповідній універсальній міжнародній конвенції пояснювалося об'єктивним чинником і було прямо пов'язано з тим, що види використання Світового океану були обмежені до середини XX століття в основному судноплавством і рибальством.
Така потреба в універсальній кодифікації відповідних норм міжнародного права проявилася тільки після Другої світової війни, коли розвинені в промисловому відношенні країни приступили до розвідки й експлуатації природних ресурсів континентального шельфу. Водночас широко розгорнулася науково-дослідна діяльність держав у Світовому океані. В умовах науково-технічної революції держави приступили до розвідки і розробки природних ресурсів дна морів, океанів за межами континентального шельфу.
Усе більш ефективна і багатогранна діяльність держав з використання Світового океану створила основу для виникнення специфічного предмета правового регулювання галузі міжнародного права, що формувалася. Тому завершення становлення міжнародного морського права як галузі загального міжнародного права слід пов'язувати з його кодифікацією, тобто прийняттям у рамках світового співтовариства держав багатосторонніх міжнародних конвенцій з міжнародного морського права.
Слід зазначити, що Організація Об'єднаних Націй із самого початку своєї діяльності приступила до кодифікації і прогресивного розвитку міжнародного морського права. Особливу роль тут зіграла діяльність Комісії ООН з морського права, що у період 1949–1956 років провадила велику роботу з кодифікації звичаєво-правових норм і розробки проекту нових договірних норм. Це дало можливість провести в 1958 році в Женеві І Конференцію ООН з морського права, у роботі якої взяли участь 86 держав, включаючи 49, що розвиваються.
У задачу І Конференції ООН з морського права входив розгляд і прийняття на основі проекту, розробленого Комісією міжнародного права ООН, конвенції або конвенцій із питань, що торкають інтереси всіх держав. У результаті роботи І конференції ООН були прийняті конвенції: 1) про відкрите море 2) про територіальне море і зону, що прилягає; 3) про континентальний шельф і 4) про рибальство й охорону живих ресурсів відкритого моря. Крім того, І Конференція ООН з морського права прийняла Факультативний протокол про обов'язкову процедуру вирішення спорів і 5 резолюцій, включаючи резолюцію про скликання II Конференції ООН з морського права.
Історичне значення І Конференції ООН з морського права полягає, по-перше, у тому, що вона була першим найважливішим етапом кодифікації сформованих на той час звичаєвих норм про режим морських просторів і про різноманітні види використання Світового океану, і, по-друге, у тому, що на ній були розроблені в порядку прогресивного розвитку міжнародного права нові норми, що надалі одержали широке міжнародне визнання.
У ході конференції вдалося кодифікувати ряд загальновизнаних принципів і норм міжнародного морського права: принцип свободи відкритого моря, що включає свободу судноплавства, рибальства, прокладки морських кабелів і трубопроводів, польотів над відкритим морем; право мирного проходу через територіальне море; принцип реального зв'язку між судном і державою прапора; про режим континентального шельфу та ін.
Але на I Конференції не вдалося розв'язати питання про максимальну ширину територіального моря і рибальської зони за його межами.
Мета II Конференції ООН з морського права, скликаної в Женеві 1960 року, полягала в розробці міжнародно-правових норм із питань, не вирішених на I конференції. Проте через виниклі розбіжності між учасниками II Конференції з морського права вирішити на ній ці питання не вдалося, тому що одні держави виступали за тримильний ліміт, інші — за шестимильний, треті — дванадцятимильний. І це не дивовижно, тому що мова йшла про межу території держав, які мають морське узбережжя.
Об'єктивні обставини загальносвітового розвитку призвели до того, що питання, пов'язані із шириною територіального моря, рибальської зони, континентального шельфу, з економічними й іншими правами прибережних держав у їхній взаємодії з інтересами міжнародного співтовариства в цілому, ставали усе актуальнішими. Крім того, до цих питань додалися проблеми негативного характеру, породжені науково-технічною революцією: забруднення морів і океанів, можливість використання потужних технічних засобів у справі розвідки і видобування живих і неживих ресурсів Світового океану, розширення й ускладнення наукових досліджень морських просторів.
Усі ці фактори викликали необхідність активізації співробітництва держав у їхньому подоланні і знайшли свій прояв насамперед у кодифікаційних роботах, що торкнулися окремих інститутів морського права: безпека мореплавання й охорони людського життя на морі; захист і збереження морського середовища, включаючи забруднення моря із суден і боротьбу з забрудненням; режим рибальства й охорони живих морських ресурсів; режим морських портів і іноземних суден у них; режим транзитної торгівлі внутрішньоконтинентальних держав; часткову демілітаризацію морських просторів і т. д. Результатом цієї роботи стала поява таких міжнародно-правових актів, як Конвенції з охорони людського життя на морі 1960 і 1974 років; Конвенція про міжнародні правила запобігання зіткненню суден у морі 1972 року; Конвенція з пошуку і рятування на морі 1979 року; Конвенція про втручання у відкритому морі у разі аварій, що призводять до забруднення нафтою 1969 року; Конвенція про запобігання забруднення моря викиданням відходів та інших матеріалів 1972 року; Конвенція про запобігання забруднення суднами 1973 року; Конвенція про запобігання забруднення моря із джерел на суходолі 1974 року; Конвенція про збереження атлантичних тунців 1966 року;
Конвенція про порядок ведення промислових операцій в Північній Атлантиці 1967 року; Конвенція про збереження антарктичних тюленів 1972 року; Конвенція про транзитну торгівлю внутрішньоконтинентальних держав 1965 року та ін.
Таким чином, міжнародне морське право як галузь загального міжнародного права знаходилася в постійному розвитку. Навіть після невдалого завершення роботи II Конференції ООН з морського права процес кодифікації і прогресивного розвитку окремих його інститутів продовжувався. Але наростали і серйозні негативні тенденції, що були пов'язані насамперед із тим, що після конференції деякі держави, особливо нові незалежні держави, що виникли в результаті деколонізації, стали розширювати свої територіальні води аж до 200 морських миль або ж установлювати прибережні економічні і рибальські зони, підпорядковані їхній винятковій юрисдикції, шириною до 200—300 миль. Виникла достатньо складна і небезпечна ситуація в справі дослідження і використання Світового океану на рівноправній основі всіма державами з належним урахуванням їхнього географічного положення й інтересів щодо Світового океану.
З метою вирішення цієї гострої і глобальної проблеми, відповідно до резолюцій Генеральної Асамблеї ООН 2750 С (XXV) від 17 грудня 1970 року і 3067 (XXVIII) від 16 листопада 1973 року, була скликана III Конференція ООН з морського права.
Конференція, що проходила з 1973 по 1982 рік, стала найважливішим етапом кодифікації і прогресивного розвитку міжнародного морського права. Усього було проведено 11 сесій, причому, починаючи з 7-й сесії, кожна з них мала додаткові («відновлені») частини сесій. У роботі Конференції брали участь делегації 164 держав. Крім того, як запрошені в її роботі брали участь й інші суб'єкти міжнародних відносин — 12 спеціалізованих установ ООН, 19 міжурядових організацій і ряд неурядових організацій.
Попри те, що в ході Конференції виявилося зіткнення певних політичних і економічних угруповань із протилежними інтересами, таких, як «Група 77» (держави, що розвиваються, яких було насправді близько 120); група західних капіталістичних держав; група соціалістичних держав; група держав архіпелагу; група держав, що не мають виходу до моря, та інших, що знаходяться в несприятливих географічних умовах; група заливних держав та ін., зрештою удалося винести на єдине за всі роки голосування узгоджений текст Конвенції ООН з морського права.

### Конвенція ООН з морського права

країни, що ратифікували
країни, що підписали, але ще не ратифікували
країни, що не підписали

30 квітня 1982 року Конвенція була прийнята: за її прийняття проголосували 130 делегацій, проти — 4, і 17 утрималися. Разом із Конвенцією були прийняті 4 резолюції, що склали Додаток І до неї. На заключних засіданнях Конференції, що відбулися з 6 по 10 грудня 1982 року в Монтего-Беї (Ямайка), були заслухані заключні заяви делегацій, після чого був підписаний Заключний акт, а 10 грудня була відкрита для підписання Конвенція ООН з морського права 1982 року. У цей перший день Конвенцію підписали 119 делегацій, що представляли 117 держав. Острови Кука (самоврядна асоційована держава) і Рада Організації Об'єднаних Націй по Намібії. У цей же день Конвенцію підписала й делегація України. Фіджі — у той же день здала на зберігання свою ратифікаційну грамоту. Слід зазначити, що ніколи колись у день відкриття договору для підписання не демонструвалася настільки конкретно така переконлива його підтримка.
24 держави, що підписали Конвенцію, не ратифікували її: Афганістан, Бурунді, Бутан, Домініканська республіка, Іран, Камбоджа, Колумбія, Ліберія, Лівія, Ліхтенштейн, Малаві, Нігер, ОАЕ, Республіка Конго, Руанда, Сальвадор, Есватіні, Північна Корея, США, Таїланд, Центральноафриканська Республіка, Чад, Швейцарія, Ефіопія.
Цей перший успіх Конвенції сам по собі не має прецеденту в історії договірного права.
Проте цей успіх був обумовлений завдяки методу роботи конференції: прийняттю її тексту на основі консенсусу, і так званого «пакетного підходу», концептуальна основа якого складається в прийнятті рішень щодо різноманітних груп установлюваних норм з урахуванням нерозривного зв'язку між ними. У цьому випадку держави-учасниці виявляли готовність поступитися деякими своїми інтересами щодо якоїсь групи норм за умови, що їх суттєві права й інтереси будуть належною мірою відбиті в іншій групі норм.
«Пакетне» рішення щодо Конвенції є результат унікального характеру обставин, при яких вона з'явилася, включаючи тісний взаємозв'язок багатьох різноманітних питань, велике число держав-учасниць і численність інтересів, що найчастіше зіштовхуються, що, як відзначалося, нерідко не вписувалися в традиційні рамки регіональних інтересів. Наріжним каменем «пакета» Конвенції є підхід, відповідно до якого користування правами і вигодами припускає прийняття на себе супутніх обов'язків і зобов'язань, із тим, щоб можна було створити загальний справедливий порядок.
У основі Конвенції лежать і інші важливі підходи. Один із них закріплює повагу прав інших держав як найперший обов'язок всіх держав-учасниць. Конвенція накладає на сторони зобов'язання вирішувати їхні спори мирними способами і надає вибір методів вирішення спорів у випадку, коли вони не можуть іншим чином досягти домовленості, навіть при втручанні третьої сторони.
У своїй заяві, зробленій 10 грудня 1982 року після відкриття Конвенції для підписання, Генеральний секретар ООН Хав'єр Перес де Куельяр відзначив: «Ця Конвенція подібна ковтку свіжого повітря під час серйозної кризи в міжнародному співробітництві і спаду в справі використання міжнародного механізму для розв'язання світових проблем. Так будемо ж сподіватися, що цей ковток свіжого повітря передвіщає теплий бриз, що дує з Півночі на Південь, із Півдня на Північ, зі Сходу на Захід і із Заходу на Схід, тому що це ясно покаже, чи готове міжнародне співтовариство підтвердити свою рішучість шукати за допомогою Організації Об'єднаних Націй більш задовільних розв'язань серйозних проблем, що стоять перед світом, у якому спільним знаменником є взаємозалежність».
Конвенція ООН з морського права набрала сили 16 листопада 1994 року після закінчення 12 місяців із дня здачі на збереження, згідно зі статтею 308 Конвенції, ратифікаційної грамоти 60 державою. Україна ратифікувала Конвенцію 3 червня 1999 року за допомогою прийняття Верховною Радою України Закону України «Про ратифікацію Конвенції Організації Об'єднаних Націй з морського права 1982 року й Угоди про імплементації Частини XI Конвенції Організації Об'єднаних Націй з морського права 1982 року».
Як говорить її преамбула, метою Конвенції є встановлення «правового режиму для морів і океанів, що сприяв би міжнародним повідомленням і сприяв би використанню морів і океанів у мирних цілях, справедливому й ефективному використанню їхніх ресурсів, збереженню їхніх живих ресурсів, вивченню, захисту і збереженню морського середовища».
Конвенція підтверджує і доповнює ряд положень Женевських конвенцій з морського права 1958 року. Конвенція ООН з морського права 1982 року і Женевські конвенції з морського права 1958 року є безстроковими міжнародно-правовими актами і зберігають свою юридичну чинність для їхніх держав-учасниць. Водночас, відповідно до статті 311 Конвенції з морського права, вона має переважну силу у відносинах між державами-учасницями перед Женевськими конвенціями з морського права 1958 року, тобто в тому випадку, коли дві держави є одночасно учасницями Конвенції 1982 року і тієї або іншої конвенції 1958 року, за винятком, зрозуміло, тих просторів Світового океану, юридичний статус і режим яких не був зазначений і регламентований у конвенціях 1958 року.
Конвенція характеризується значною новелізацією, вона вводить нові норми й інститути, що відбивають сучасні тенденції розвитку в освоєнні Світового океану. У ній вперше в договірному порядку була встановлена гранично допустима ширина територіального моря 12 миль; підтверджене і деталізоване право мирного проходу іноземних суден через територіальне море. Цілком новим є інститут виняткової економічної зони, у межах котрої прибережній державі даються суверенні права у відношенні розвідки, розробки і збереження природних ресурсів, що розташовані на дні, у його надрах і у водах, що покривають, і управліннями, а також стосовно інших видів економічної діяльності. Конвенція містить новий інститут — води архіпелагу, застосовний до держав-архіпелагів. Вперше в договірній практиці Конвенцією був визначений статус величезної території — району морського дна за межами континентального шельфу («Району»). У ній зафіксовані правила транзитного проходу через міжнародні протоки, що дають можливість здійснювати свободу судноплавства і польотів через них. Урегульовано також польоти літальних апаратів у повітряному просторі над Світовим океаном.
Конвенція підтвердила основні норми стосовно континентального шельфу і внесла уточнення в цей інститут, зокрема, визначила підходи до визначення зовнішньої межі континентального шельфу. Визначено порядок регулювання діяльності з дослідження і використання його ресурсів.
Конвенція істотно розширила перелік свобод відкритого моря, включивши в нього поряд із традиційними свободами судноплавства, рибальства, польотів, прокладки кабелів і трубопроводів також свободи будувати штучні острови, установки і споруди, що допускаються відповідно до міжнародного права, і проводити морські наукові дослідження.
У Конвенції є блоки норм, що регламентують порядок проведення морських наукових досліджень, направлених на забезпечення захисту і збереження морського середовища, а також механізм врегулювання спорів, пов'язаних із тлумаченням і застосуванням її норм.
Важливим положенням Конвенції в справі забезпечення загального миру і безпеки є резервування відкритого моря для мирних цілей.
Варто враховувати, що Конвенція кодифікувала ряд звичаєво-правових норм, проте ці норми продовжують діяти у своїй старій якості для держав, що не беруть участь у ній.
Конвенція ООН з морського права 1982 року є основним джерелом сучасного міжнародного морського права. Це один із дуже великих багатосторонніх міжнародно-правових актів, що має дуже складну структуру, що включає власне Конвенцію, що складається з 320 статей і дев'яти додатків до неї, що складають невід'ємну її частину, відповідно до статті 318 Конвенції. Конвенція, крім преамбули, включає 17 тісно взаємозалежних між собою частин, як-от:
1. — Вступ;
2. — Територіальне море і зона, що прилягає;
3. — Протоки, використовувані для міжнародного судноплавства;
4. — Держави-архіпелаги;
5. — Виняткова економічна зона;
6. — Континентальний шельф;
7. — Відкрите море;
8. — Режим островів;
9. — Замкнуті або напівзамкнуті моря;
10. — Право держав, що не мають виходу до моря, на доступ до моря і від нього і на свободу транзиту;
11. — Район;
12. — Захист і збереження морського середовища;
13. — Морські наукові дослідження;
14. — Розроблення і передача морської технології;
15. — Врегулювання спорів;
16. — Загальні положення;
17. — Заключні положення.

Додатки до Конвенції названі:
- Види, що далеко мігрують;
- Комісія з меж континентального шельфу;
- Основні умови пошуку, розвідки і розробки ресурсів Району;
- Статут підприємства; Погоджувальна процедура;
- Статут Міжнародного трибуналу з морського права;
- Арбітраж;
- Спеціальний арбітраж;
- Участь міжнародних організацій.

Одне лише перерахування частин самої Конвенції і додатків до неї дає переконливий доказ розширення кола об'єктів регулювання міжнародним морським правом, поліпредметності і поліоб'єктності самої Конвенції, що дійсно робить її основним джерелом сучасного міжнародного морського права.
Слід зазначити, що, головним чином, Конвенція ООН з морського права встановлює правовий статус і юридичний режим тих морських просторів Світового океану, про які в ній мова йде. Але хоча ці простори і пов'язані в єдиному природному комплексі, кожний окремо, із погляду права, представляє різноманітні юридичні поняття. Одні з них, відповідно до Конвенції, мають правовий режим, що передбачає їхню приналежність певним суб'єктам (наприклад, внутрішні морські води, на які поширюється суверенітет прибережної держави в повному обсязі), інші — правовий статус, що містить тільки визначені права й обов'язки належних суб'єктів з їхнього дослідження і використання (наприклад, континентальний шельф, у відношенні котрого держави не здійснюють суверенні права, а наділені лише виключними правами з його дослідження, а також використанню ресурсів його дна і надр).
У такий спосіб Конвенція ООН з морського права визначає юридичний статус позначених у ній морських просторів (територіальне море, зона що прилягає, відкрите море, континентальний шельф і т. д.) і їхні межі (межа) із метою встановлення їхнього юридичного режиму, тобто сукупності прав і зобов'язань учасників Конвенції щодо простору, що має даний статус.
Слід звернути увагу і на деякі невідповідності окремих положень Конвенції, що стосуються насамперед суб'єктного складу її учасників. Так, у частині І Конвенції, названій «Вступ», визначаються деякі базові терміни-поняття Конвенції, у тому числі і з проблеми, що нас цікавить. Це ж, звичайно, насамперед «держава-учасниця» — держава, що погодилася на обов'язковість для неї Конвенції і для якої вона знаходиться в силі (підпункт 1 пункту 2 статті 1). Проте в другому підпункті цієї статті закріплено, що Конвенція застосовується до перерахованого в пункті 1 «b» — «f» статті 305 Конвенції суб'єктам права, що стають учасниками Конвенції відповідно до умов, характерними для кожного з них. Під такими суб'єктами Конвенція розуміє «самоврядні асоційовані держави», що мають компетенцію з питань, регульованих Конвенцією, у тому числі компетенцією укладати відповідні договори. Слід зазначити, що на практиці учасниками Конвенції поки стають тільки лише держави, що ж стосується правосуб'єктності асоційованих держав, то про неї що-небудь сказати поки неможливо.
Водночас, згідно зі статтею 305, учасниками Конвенції можуть стати і «міжнародні організації відповідно до Додатка IX». Стаття 1 Додатку IX, названа «Вживання терміна „міжнародна організація“», говорить: «Для цілей статті 305 і профільного додатка термін „міжнародна організація“ означає засновану державами міжурядову організацію, котрій її держави-члени передали компетенцію в питаннях, регульованих дійсною Конвенцією, у тому числі компетенцію по висновку договорів, що ставляться до таких питань». Проте з інших статей цього Додатка випливає, що промова в ньому йде не про міжнародні організації як таких, а про об'єднання держав, іменованих конфедераціями або наднаціональними організаціями. Стосовно до морського права промова практично йде про Європейський союз (ЄС), колишній ЄЕС, якому держави-члени передали повноваження укладати міжнародні договори про використання їх виняткових економічних зон. Інших подібних конфедерацій держав (наднаціональних організацій) поки немає. Практичним підтвердженням сказаного є те, що ЄЕС, підписавши документ, є учасником Конвенції.
Таким чином, можна зробити висновок про те, що у відношенні суб'єктного складу її учасників Конвенція ООН з морського права має суттєвий перспективний потенціал, що враховує навіть зміни, що відбуваються в майбутній державній організації світового співтовариства.
У цілому, можна констатувати, що розроблення і прийняття Конвенції ООН з морського права 1982 року явилося важливим історичним етапом у кодифікації і прогресивному розвитку міжнародного права. її стратегічною метою є стабільний розвиток міжнародних відносин у зв'язку з діяльністю суб'єктів міжнародного права у Світовому океані.
У зв'язку з цим вважається необхідним відрізняти міжнародне морське право від морського права. Перше — засновано винятково на нормах міжнародного права і належить до поводження держав за межами власної території. Друге — є правом конкретної держави і містить норми внутрішньодержавного (національного) права. Його основу складають внутрішньодержавні акти, що регламентують правове положення і порядок користування внутрішніми територіальними водами (територіальним морем), а також приналежній державі морськими і річковими суднами.

## Внутрішні морські води і їхній правовий режим
Внутрішні морські води є частиною території відповідної держави, на яку поширюється її суверенітет і юрисдикція в повному обсязі.
Правовий режим внутрішніх морських вод України регулюється Конституцією України, Кодексом торговельного мореплавства України, Законом України «Про державний кордон України» від 4 листопада 1991 року й інших законодавчих актів, а також нормативно-правовими актами підзаконного характеру.
У внутрішні води входять: вода морських портів, заток, бухт, губ, лиманів, історичні води, а також води, розташовані в бік берега від вихідних ліній, прийнятих для відліку територіальних вод.
Правовий режим морських портів в основному регулюється нормами національного права. В Україні правовий режим портів установлений розділом IV «Морський порт» Кодексу торгового мореплавання України (КТМ). Згідно зі статтею 73 КТМ морський порт є державним транспортним підприємством, призначеним для обслуговування суден, пасажирів і вантажів на відведених порту території й акваторії, а також перевезення вантажів і пасажирів на приналежних порту суднах. В Україні порти бувають торгові, рибні і спеціалізовані.
Крім того, розрізняють порти відкриті і закриті. Прибережні держави відчиняють для заходу іноземних суден деякі торгові порти. Причому питання про те, які з портів повинні бути відкриті, належить до виняткової компетенції держави. Для відвідання відкритих портів, як правило, не потрібно запитувати дозвіл прибережної держави або повідомляти про це. У відкриті порти повинний бути забезпечений вільний доступ усіх суден незалежно від прапора і без будь-якої дискримінації.
У закриті порти захід іноземних суден піддається особливому регулюванню і тут установлюється дозвільна система заходу. Судно, що терпить лихо, може здійснити захід у будь-який порт прибережної держави.
Зовнішньою межею внутрішніх морських вод портів є обкреслені лінією, що проходить через найвіддаленіші убік моря, точки портових споруд. Конвенція ООН з морського права 1982 року наголошує на тому, що це повинні бути постійні портові споруди (стаття 11 Конвенції). До території порту належать відведені порту землі, а також намиті, насипані або створені іншими технологічними засобами за рахунок території порту площі. Акваторією порту є відведені порту водяні простори. Територія й акваторія морського порту є державною власністю і даються порту в користування (стаття 74 КТМ).
Іноземні невійськові судна можуть заходити у внутрішні води тільки з дозволу прибережної держави і повинні додержуватися її законів.
Прибережна держава може встановлювати стосовно іноземних суден такі види правового режиму: а) національний режим (такий же, який дається своїм суднам); б) режим найбільшого сприяння (надання умов не гірших, ніж ті, якими користуються судна будь-якої третьої держави); в) спеціальний режим (наприклад, для суден із ядерними силовими установками, що перевозять отрутні, хімічні й інші матеріали).
Іноземні судна повинні у внутрішніх морських водах дотримуватися законів та інших правил, установлених прибережною державою, у відношенні імміграційного, митного, санітарного контролю, безпеки плавання, охорони навколишнього середовища. Наприклад, в іноземному порту судна підлягають санітарному контролю на основі Міжнародних санітарних правил 1951 року (уточнені в 1969 році). Судно, що не виконало санітарних правил, не підлягає затримці в порту. Воно може вийти в море, але протягом усього рейса не може заходити в інші порти цієї ж держави.
На іноземні торгові судна, до яких звичайно відносять усі судна, крім військових і використовуваних для публічних цілей (охорона узбережжя, рибоохорона і т. д.), що знаходяться у внутрішніх морських водах прибережної держави, поширюється карна, цивільна й адміністративна юрисдикція прибережної держави.
В основі карної юрисдикції лежить загальне правило про те, що оскільки внутрішні морські води є частиною державної території, то злочини, скоєні на борту іноземних торгових суден, що знаходяться в межах цих вод, підлягають юрисдикції прибережної держави. Але на практиці, частіше всього в силу двосторонніх угод, влади прибережних держав переважно утримуються від здійснення карної юрисдикції стосовно моряків іноземного судна, якщо вчинені ними злочини не порушують мир і добрий порядок у ньому, якщо втручання не є міжнародним зобов'язанням прибережної держави або якщо про інше не просять дипломатичні або консульські посадові особи держави прапора судна. Іноземні торгові судна не повинні даватися як захисток для осіб, переслідуваних владою прибережної держави за вчинений злочин.
Цивільна юрисдикція над іноземними торговими суднами полягає в тому, що судовою владою прибережної держави можуть розглядатися цивільні позови у відношенні іноземного торгового судна і майна, що знаходиться на його борту, під час стоянки судна в порту. Такі позови можуть бути заявлені до судна в зв'язку з невиконанням контракту, заподіянням шкоди, рятуванням тощо. Реалізація цивільної юрисдикції стосовно іноземного торгового судна може включати в себе затримання або арешт такого судна для забезпечення позовних вимог або виконання судових або арбітражних рішень. Рішення про затримання або арешт повинно виноситися компетентним судовим органом прибережної держави. Водночас приналежні державі судна зберігають імунітет від затримання й арештів, що випливають із виконання судових рішень у цивільних справах, або для забезпечення заявленого позову. Проте, попри це, в останні роки ряд українських торгових суден, в основному приналежних Чорноморському морському пароплавству, були заарештовані в іноземних портах із метою забезпечення позовних вимог іноземних кредиторів до пароплавства.
Слід зазначити, що згідно зі сформованою міжнародною практикою прибережна держава не здійснює юрисдикції у справах, що належать до внутрішнього розпорядку на іноземному судні, включаючи цивільні спори між членами команди, що виникають у зв'язку з їхньою службою на суднах. Що стосується трудових правовідносин між членами екіпажа іноземного торгового судна, то, у принципі, вони підпадають під юрисдикцію прибережної держави. Проте на практиці прибережні держави звичайно не втручаються в трудові спори між членами такого екіпажа, крім випадків, коли спір стосується заробітної плати або виконання обов'язків на борту судна, якщо інше не установлено відповідним договором. Слід також пам'ятати, що цілий ряд соціальних аспектів праці моряків регулюється конвенціями Міжнародної організації праці і їхнє порушення в будь-якій країні, у будь-якому іноземному порту може спричинити втручання іноземних громадських організацій, насамперед національних профспілкових організацій. Подібні випадки мали місце у відношенні моряків українських і російських суден, заарештованих в іноземних портах. До найважливіших з цих конвенцій належать: № 163 Про соціально-побутове обслуговування моряків, 1987 року; № 164 Про здоров'я і медичне обслуговування моряків, 1987 року; № 165 Про соціальне забезпечення моряків, 1987 року; № 145 Про безперервну зайнятість моряків, 1976 року; № 133 Про помешкання для екіпажу на борту судна, 1970 року та ін.
Адміністративна юрисдикція в основному базується на нормах адміністративного права, що встановлюють режим перебування іноземних суден у внутрішніх морських водах прибережної держави. Відповідно до цих норм іноземні судна як державні, так і приватновласницькі, підлягають адміністративній юрисдикції прибережної держави в повному обсязі. Насамперед це стосується виконання митних і санітарних правил, а також заходів контролю, що належать до безпеки суден, охорони людського життя, допуску іноземців.
Інші правила встановлені для іноземних військових суден. Слід зазначити, що прибережні держави завжди приділяли особливу увагу регламентації заходження іноземних військових кораблів у внутрішні морські води і порти. У законодавстві більшості держав установлений дозвільний порядок заходження іноземних військових кораблів у внутрішні води і порти. Відповідно до цього порядку заінтересована держава дипломатичними каналами не пізніше визначеного терміну повинна направити запит державі, у чиї торгові порти передбачається заходження її кораблів, і одержати на це відповідний дозвіл. Причому в запиті повинні бути зазначені цілі заходження, чисельність екіпажу і час перебування в порту. Що стосується військових портів, то вони, як правило, закриті для відвідин іноземних військових суден. Особливий порядок перебування іноземних військових суден у територіальному морі і внутрішніх водах, у тому числі в портах України, випливає зі змісту статей 13, 14, 15 і 34 Закону України «Про державний кордон України» від 4 листопада 1991 року.
Особовий склад військового корабля в іноземному порту звільняється командиром корабля за узгодженням із місцевою владою, а у випадку порушення встановленого порядку, судну може бути запропоновано покинути порт і прибережні води держави, що приймає.
Слід зазначити, що в зв'язку з інтенсивним розвитком міжнародного судноплавства в наш час[коли?] намітилася тенденція з обмеження юрисдикції прибережної держави у відношенні іноземних суден, що знаходяться в її внутрішніх водах. Рядом держав і міжнародних морських організацій була висунута пропозиція про необхідність укладання міжнародної конвенції про внутрішні морські води, що кодифікувала б базисні положення, вироблені міжнародною практикою, а національне право конкретизувало б і деталізувало їх.
До внутрішніх вод держави належать морські бухти, затоки, лимани, береги яких належать одній державі і ширина входу в які не перевищує 24 морських милі. У випадку якщо ширина входу в затоку перевищує 24 милі, то усередині затоки від берега до берега проводиться пряма лінія в 24 милі довжиною таким чином, щоб нею обмежувався можливо більший простір. Водна територія, розташована усередині цієї лінії, є внутрішніми водами.
Крім того, внутрішніми вважаються так звані «історичні води», перелік яких встановлюється урядом відповідної держави. До історичних вод звичайно належать води деяких заток (незалежно від ширини входу), що у силу історичної традиції або міжнародного порядку вважаються внутрішніми водами прибережної держави. Історичними, наприклад, є: затока Петра Великого на Далекому Сході Російської Федерації (ширина входу понад 100 миль по лінії від гирла річки Тюмень-Ула до мису Поворотний); Гудзонова затока в Канаді (50 миль), Габесська затока в Тунісі (50 миль), затока Делавер у США та ін.
До складу внутрішніх вод входять озера і внутрішні моря. Якщо озера цілком оточені берегами однієї держави, то вони належать до державної території. Якщо ж вони оточені територією декількох держав, між цими державами практикується укладання угод про режим вод, що належать кожній із них. До таких озер належать: Боденське озеро, оточене територією ФРН і Швейцарії, Женевське озеро між Францією і Швейцарією, Великі озера, які граничать із Канадою і США. При відсутності таких угод передбачається, що кордон визначається серединною лінією.
Практично такі ж правила належать до так званих внутрішніх (замкнутих) морів, оточених з усіх боків територією однієї держави. Якщо ж таке море має в оточенні береги двох або більше країн, то суверенні права кожної з них поширюються тільки на його територіальні води, а в центральній частині встановлюється режим відкритого моря. Так це діє в Чорному морі. У Каспійському морі в період існування СРСР в основному зберігався правовий режим, установлений ще Гюлістан-ським і Туркманчайським мирними договорами, укладеними ще в 1813 і 1828 роках між Росією і Персією (нині Іраном). У цих договорах Персія уступила Росії виключне право на утримання в Каспійському морі військових кораблів. Після розпаду СРСР і утворення навколо Каспійського моря ряду незалежних держав постало питання про його поділ між Азербайджаном, Казахстаном, Росією і Туркменістаном, ускладнене наявністю значних родовищ нафти в надрах каспійського шельфу. Принципи такого поділу повинні стати предметом переговорів між зацікавленими державами. Законодавство Російської Федерації (Закон РФ «Про державний кордон» 1993 року), у якому знайшла своє втілення радянська доктрина міжнародного права, відносить до внутрішніх вод РФ за аналогією з «історичними» затоками сибірські моря: Карське, Лаптєвих, Східно-Сибірське, Чукотське.
Представляє інтерес точка зору канадського вченого Д. Фарана, який вважає, що головними критеріями для віднесення морських вод до історичних є такі:
- виняткова влада і контроль над таким морським районом, включаючи вигнання іноземних суден із нього в разі потреби;
- довге користування ним або витікання тривалого часу, хоча тривалість конкретного періоду залежить від обставин;
- мовчазна згода інших держав, особливо тих, чиї інтереси можуть бути зачеплені даним статусом.

Прибережна держава, здійснює у внутрішніх водах права, що випливають із суверенітету. Вона регулює судноплавство і рибальство, на цій території заборонено займатися яким-небудь промислом або науковими дослідженнями без дозволу компетентних органів прибережної держави. Слід звернути увагу на те, що Конвенція ООН з морського права 1982 року містить спеціальну статтю, 225, що регламентує надання допомоги дослідницьким суднам. Всі держави повинні приймати розумні норми, правила та процедури для сприяння і полегшення морських наукових досліджень і в необхідних випадках для полегшення доступу у свої гавані морським дослідницьким суднам.

## Територіальні води і їх правовий режим
Територіальне море (територіальні води) — це морський пояс, розташований уздовж берега або безпосередньо за внутрішніми морськими водами прибережної держави і розташований під її повним суверенітетом. Острови, що розташовані за межами таких вод, мають своє власне територіальне море. Проте прибережні установки і штучні острови таких вод не мають.
Кожна держава має право встановлювати ширину свого територіального моря до межі, що не перевищує 12 морських миль. Зі 134 прибережних держав 78 держав установили 12-мильну зону (у тому числі Росія, Польща, Україна, Болгарія, Румунія, Куба, Франція, Іспанія, Португалія та інш.); 5 держав — у 6 миль (у тому числі Греція, Туреччина та інш.); 2 держави — у 4 милі (Норвегія і Фінляндія); 20 держав — 3 милі (у тому числі Велика Британія, ФРН, Нідерланди, Данія, Австралія та інш.). Водночас є держави, що встановили в односторонньому порядку ширину територіальних вод, що перевищують ліміт, установлений Конвенцією 1982 року. Так, наприклад, Ангола встановила ширину територіальних вод у 20 миль, Нігерія і Того — 30 миль, Гамбія, Танзанія, Камерун, Мадагаскар — 50 миль, Мавританія — 70 миль. Є і більші претензії, які міжнародне право засуджує.
Існують три основних способи відліку територіальних вод:
- від лінії найбільшого відпливу уздовж берега прибережної держави;
- якщо берегова лінія звивиста або порізана чи поблизу берега є ланцюг островів, може застосовуватися метод прямих вихідних ліній, що з'єднують найбільш виступаючі в море точки берега й островів;
- від внутрішніх морських вод.

Зовнішнім кордоном територіального моря є лінія, кожна точка якої знаходиться від найближчої точки прямої вихідної лінії на відстані, рівній ширині територіального моря (12 миль). Бічний кордон територіальних вод суміжних держав, а також кордони територіального моря держав, що протилежать, береги яких відстоять один від одного менше ніж на 24 (12+12) милі, визначається міжнародними договорами.
Суверенітет прибережної держави поширюється на водний простір територіального моря, повітряний простір над ним, а також на поверхню дна і надра в цій зоні (стаття 1 Конвенції про територіальне море та прилеглу зону 1958 року). Територіальне море є частиною території відповідної держави. Проте обсяг суверенних прав прибережної держави в територіальному морі дещо вужчий, ніж у внутрішніх водах. З обсягу правомочностей держави установлюється виняток — право мирного проходу. Невійськові судна всіх держав користуються правом мирного проходу через територіальне море.
При цьому під проходом розуміється плавання через територіальне море з метою: а) перетнути це море, не заходячи у внутрішні води або не становлячись на рейді або біля портової споруди за межами внутрішніх вод;
або
б) пройти у внутрішні води або вийти з них або стати на рейді або біля портової споруди (стаття 18 Конвенції 1982 року).
Згідно зі статтею 19 Конвенції з морського права «прохід є мирним, якщо тільки ним не порушується мир, добрий порядок або безпека прибережної держави».
Прохід признається таким, що порушує «мир, добрий порядок і безпеку» прибережної держави, якщо судно здійснює: а) погрозу силою або її застосування проти суверенітету, територіальної цілісності або політичної незалежності прибережної держави або яким-небудь іншим чином з порушенням принципів міжнародного права, втілених у Статуті ООН;
б) будь-які маневри або навчання зі зброєю будь-якого виду;
в) будь-який акт, спрямований на збір інформації на шкоду обороні або безпеці прибережної держави;
г) будь-який акт пропаганди, що має за мету зазіхання на оборону або безпеку прибережної держави;
ґ) підйом у повітря, посадку або прийняття на борт будь-якого літального апарата;
д) підйом у повітря, посадку або прийняття на борт будь-якого військового устрою;
е) навантаження або розвантаження будь-якого товару або валюти, саджання або висадження будь-якої особи всупереч митним, фіскальним, імміграційним або санітарним законам і правилам прибережної держави;
є) будь-який акт навмисного і серйозного забруднення всупереч діючій Конвенції;
ж) будь-яку рибальську діяльність;
з) проведення дослідницької або гідрографічної діяльності;
и) будь-який акт, спрямований на створення перешкод функціонуванню будь-яких систем зв'язку або будь-яких інших споруд або установок прибережної держави;
і) будь-яку іншу діяльність, що не має прямого відношення до проходу.
Згідно зі статтею 13 Закону України «Про державний кордон України» мирний прохід через територіальне море України здійснюється з метою його перетинання без заходу у внутрішні води України, або з метою заходу у внутрішні води і порти України, або виходу з них у відкрите море. Прохід вважається мирним, якщо при цьому не порушується мир, а також правопорядок і безпека України. Іноземні невійськові судна при здійсненні мирного проходу повинні випливати звичайним навігаційним курсом або курсом, рекомендованим компетентними органами України, а також морськими коридорами або схемами поділу прямування. Конвенція ООН з морського права 1982 року припускає можливість проходження морськими коридорами танкерам, суднам із ядерними двигунами або таким, що перевозять ядерні й інші небезпечні або отрутні за своєю природою матеріали. При цьому такі судна повинні мати на борту документи і додержуватися особливих запобіжних заходів. Морські коридори і схеми поділу прямування повинні бути ясно визначені прибережною державою і публікуватися на відповідних морських картах.
При порушенні правил мирного проходу в територіальному морі України капітан іноземного невійськового судна може бути притягнутий до відповідальності згідно з законодавством України.
Іноземні кораблі в територіальному морі України і її внутрішніх вод зобов'язані додержуватися правила радіозв'язку, навігаційних, портових, митних, санітарних й інших правил. У випадку вимушеного їх порушення варто негайно повідомляти адміністрацію найближчого порту України.
Компетентні органи України вправі встановлювати райони в межах територіального моря і внутрішніх вод України, плавання в який іноземним суднам заборонено. Про це повинне бути зроблене належне повідомлення. Хоча Закон України від 4 листопада 1991 року не згадує про це, при проході через територіальне море звичайна практика потребує проходження без зупинок. Проте Конвенція про територіальне море, прийнята на Женевській конференції 1958 p., визнавала право при проході на зупинку і стоянку на якорі, оскільки вони пов'язані зі звичайним плаванням або виявилися необхідними внаслідок непереборної сили або лиха. Конвенція ООН з морського права 1982 року в п. 2 статті 18 визнала це право як виняток, закріпивши, що прохід повинний бути безупинним і швидким.
Особливий порядок проходу через територіальні води встановлений для військових кораблів. Визначення військового корабля дано в статті 29 Конвенції 1982 року. Під ним розуміється «судно, що належить до збройних сил якої-небудь держави, що має зовнішні знаки, які відрізняють такі судна його національності, що знаходиться під командуванням офіцера, що перебуває на службі уряду даної держави і прізвище якого занесене у відповідний список військовий або еквівалентний йому документ, і яке має екіпаж, підпорядкований регулярній військовій дисципліні».
У період існування СРСР, що наполягав на дозвільному порядку проходу іноземних військових кораблів через свої територіальні води, про що зробив відповідне застереження до статті 23 Конвенції про територіальне море і прилеглу зону 1958 року, кораблі військово-морського флоту США, що не розділяли позицію СРСР у цьому питанні і тлумачили її як таку, що порушує міжнародне право, двічі, у 1986 і 1988 роках, зробили спробу здійснити право мирного проходу пройшовши через радянські територіальні води в Чорне море. Це призвело до інцидентів, що у результаті дали імпульс переговорному процесу зі зближення позицій двох держав, що стосуються права мирного проходу. 23 вересня 1989 року міністр закордонних справ СРСР Е. А. Шеварнадзе і держсекретар СІЛА Дж. Бейкер підписали угоду «Про однакове тлумачення правил міжнародного права стосовно мирного проходу». У ньому сторони визнали, що право мирного проходу поширюється на всі судна, включаючи військові кораблі, і не потребує дозвільних процедур. Обидві держави взяли зобов'язання привести в повну відповідність із Конвенцією ООН з морського права 1982 року своє законодавство, правила і практику, що належать до мирного проходу.
В Україні військові кораблі іноземних держав, а також підводні човни здійснюють мирний прохід у територіальному морі України в порядку, встановленому Кабінетом Міністрів. При цьому підводні човни повинні плавати тільки на поверхні і під своїм прапором. Невиконання перерахованих правил надає право компетентним органам України вимагати від порушника негайно покинути територіальне море України. Це відповідає положенням статті ЗО Конвенції 1982 року.
Слід також мати на увазі, що держава прапора відповідає за будь-яку шкоду або збитки, завдані прибережній державі в результаті недотримання військовим або іншим некомерційним судном правил прибережної держави щодо плавання в територіальному морі або положень Конвенції 1982 року.
Проте зазначена Конвенція (стаття 24) встановлює й обов'язок прибережної держави з організації судноплавства в її територіальному морі. Так, прибережна держава не повинна перешкоджати мирному проходові іноземних суден, вона повинна належним чином повідомляти про всі відомі їй небезпеки для судноплавства в її територіальних водах.
Слід зазначити, що конкретні питання, пов'язані з юрисдикцією прибережної держави у відношенні іноземних суден, що здійснюють право мирного проходу, вирішуються в залежності від приналежності цих суден до класу військових кораблів, а також державних суден, експлуатованих у некомерційних цілях, або до класу торгових суден (підрозділи А, В, С розділу 3 частини II Конвенції ООН з морського права 1982 року). Стосовно військових кораблів діє принцип імунітету державної власності, відповідно до яких вони вилучаються з-під юрисдикції прибережної держави. У випадку недотримання ними законів і правил прибережної держави під час мирного проходу через її територіальні води, влада прибережної держави може вимагати, щоб цей корабель негайно покинув її територіальне море. При цьому шкода і збитки, заподіяні кораблем-порушником, покриваються державою його прапора.
На борту іноземного торгового судна, що здійснює право мирного проходу, діють карна і цивільна юрисдикція держави прапора судна, за винятком вилучень, встановлених у конвенційному порядку. Згідно зі статтею 27 Конвенції ООН з морського права, карна юрисдикція здійснюється прибережною державою стосовно злочину, вчиненого на борту іноземного торгового судна під час проходу через територіальне море, якщо:
1) наслідки злочину поширюються на прибережну державу;
2) злочин порушує спокій у країні або добрий порядок у територіальному морі;
3) капітан судна, дипломатичний агент або консульська посадова особа держави прапора судна звертаються до місцевої влади з проханням про надання допомоги;
4) прийняті заходи необхідні для припинення незаконної торгівлі наркотиками або психотропними речовинами.
Але не підлягає обмеженню право прибережної держави приймати будь-які заходи для арешту або розслідування на борту іноземного судна, що проходить через територіальне море, після його виходу з внутрішніх морських вод. Це право спрямоване на забезпечення можливості прибережної держави заарештовувати і віддавати суду осіб, що несуть кримінальну відповідальність за злочини, вчинені під час перебування судна у внутрішніх водах такої держави. При вчиненні злочину на борту іноземного судна до входу в територіальне море і при проходженні цього судна без заходу у внутрішні морські води прибережна держава здійснювати втручання не повинна (п. 5 статті 27 Конвенції ООН з морського права).
Проте у виняткових випадках, пов'язаних із заподіянням шкоди морському середовищу або порушенням режиму виняткової економічної зони, Конвенція 1982 року передбачає умови втручання прибережної держави. Згідно зі статтею 28:
- а) прибережна держава не повинна зупиняти іноземне судно, що проходить через територіальне море або змінювати його курс із метою здійснення цивільної юрисдикції у відношенні особи, що знаходиться на борту судна;
- б) прибережна держава може застосовувати у відношенні такого судна заходи стягнення або арешт у будь-якій цивільній справі тільки за зобов'язаннями або в силу відповідальності, прийнятої або накликаної на себе цим судном під час або для проходу його через води прибережної держави. При цьому ці обмеження не торкаються права прибережної держави застосовувати заходи стягнення або арешт у цивільній справі у відношенні іноземного судна, що знаходиться на стоянці в територіальному морі або проходить через нього після виходу з внутрішніх вод.

## Прилегла зона та її правовий режим
Прилегла зона (англ. Contiguous zone) — зона відкритого моря, в якій держава відповідно до міжнародного морського права може здійснювати контроль, необхідний для запобігання порушенням митних, фіскальних, імміграційних або санітарних законів і правил в межах її території або територіального моря; для покарання за порушення таких законів і правил, вчинені в межах її території або територіального моря.
Ширина прилеглої зони — до 24 морських миль від вихідних ліній, від яких відміряється ширина територіального моря.

## Відкрите море і його правовий режим

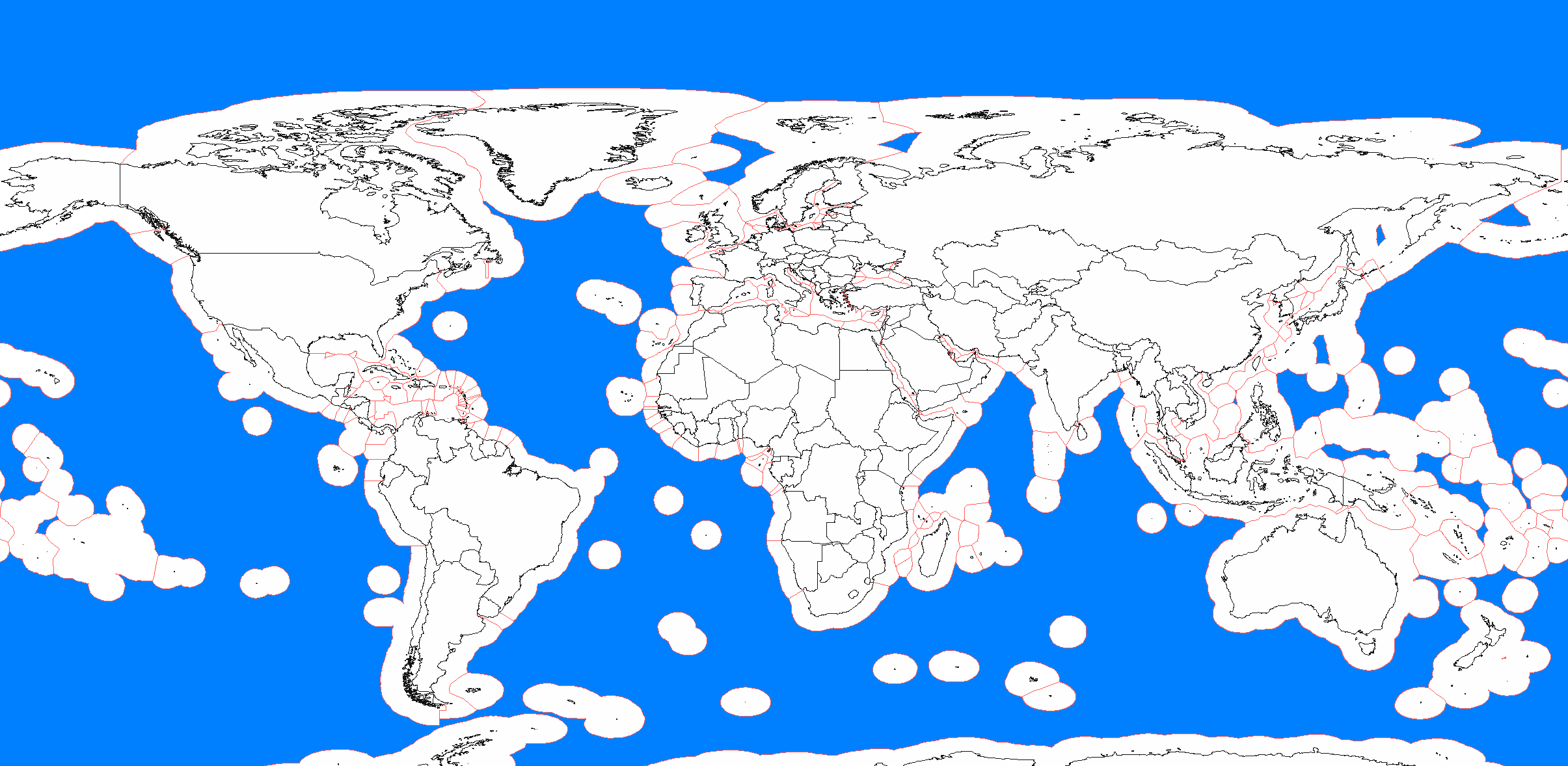
Міжнародні води позначені блакитним

За зовнішньою межею територіального моря знаходяться простори морів і океанів, що не входять до складу територіальних вод якої-небудь держави й утворюють відкрите море.
У статті 1 Конвенції про відкрите море 1958 року поняття «відкрите море» визначається як «усі частини моря, що не входять ні в територіальне море, ні у внутрішні води якої-небудь держави». Конвенція 1982 року встановила, що положення Частини VII («Відкрите море») застосовуються до всіх частин моря, що не входять ні у виняткову економічну зону, ні в територіальне море або внутрішні води якої-небудь держави, ні в архіпелажні води держави-архіпелагу.
Для характеристики відкритого моря необхідно виділити два критерії, що визначають його статус: — географічний — який характеризує відкрите море як частину просторів Світового океану, що не утворюють територію прибережної держави; — політичний — полягає в тому, що відкрите море не знаходиться під суверенітетом жодної з держав, усі держави мають право користуватися на засадах рівності відкритим морем у мирних цілях (свобода мореплавання, польотів, наукових досліджень і т. д.).
Згідно зі статтею 87 Конвенція 1982 року всі держави, у тому числі й ті, що не мають виходу до моря, мають свободу відкритого моря, що включають ряд свобод на певну діяльність у відкритому морі — право на:
- а) свободу судноплавства;
- б) свободу польотів;
- в) свободу прокладати підводні кабелі і трубопроводи;
- г) свободу рибальства;
- д) свободу будувати штучні острови й інші установки, що допускаються міжнародним правом;
- є) свободу наукових досліджень.

Слід вказати, що зазначений перелік не є обмеженим.

Прапор України

Прапор ВМС України з 20 червня 2007 року

Відкрите море резервується для мирних цілей. Ніяка держава, згідно зі статтею 89 Конвенція, не вправі претендувати на підпорядкування якоїсь частини відкритого моря своєму суверенітету. У відкритому морі судно підпорядковується юрисдикції тієї держави, під прапором якої воно плаває. Між державою і судном повинен існувати реальний зв'язок. Цього не можна сказати про практику використання так званих «зручних» прапорів (Панами, Ліберії, Кіпру, Швейцарії й інш.). На жаль, після проголошення незалежності України багато з її суден перейшли під «зручний» прапор, що призводить до поганих наслідків як для самої України, так і для українських моряків і членів їхніх сімей. Слід зазначити, що Конвенція ООН про умови реєстрації морських суден 1986 року обмежує подібну практику.
Судно, що плаває під прапорами двох і більше держав, дорівнюється до судна, що не має національності. Судно не може перемінити свій прапор під час плавання або стоянки при заходженні в порт, крім випадків зміни права власності на нього. Проте це не стосується суден, що плавають під прапором ООН і деяких інших міжнародних організацій. Звичайно судно розглядається як частина території держави, у якій воно зареєстровано. Винятки з цього правила, а отже, і зі свободи судноплавства, установлюються міжнародними договорами. Так, наприклад, стаття 110 Конвенції 1982 року встановлює певні права у відкритому морі військових кораблів із припинення незаконної діяльності плаваючих там суден. Вони здійснюються шляхом реалізації права на огляд. Ці дії допустимі за умови, що в командира військового судна виникли підозри в тому, що зустрінуте судно займається піратством, работоргівлею, несанкціонованим віщанням, не має національності, або якщо на ньому піднятий іноземний прапор, або воно відмовляється підняти прапор, але в дійсності має ту ж національність, що і даний військовий корабель. У цих випадках військовий корабель робить «перевірку права судна на його прапор». Але, якщо ці підозри виявилися необґрунтованими й оглянуте судно не вчинило ніяких дій, які б виправдували цю підозрілість, йому повинні бути відшкодовані всі заподіяні збитки або шкода.
Кожна держава самостійно визначає умови надання своєї національності суднам, правила реєстрації суден на її території і права судна плавати під її прапором (стаття 91 Конвенції 1982 року). При цьому кожна держава:
- веде регістр суден;
- приймає юрисдикцію над кожним судном, що плаває під її прапором, і його екіпажем;
- забезпечує контроль здатності суден до плавання;
- забезпечує безпеку мореплавання, запобігає аварії.

Ні арешт, ні затримка суден не можуть бути зроблені у відкритому морі навіть як захід розслідування за розпорядженням якої-небудь іншої влади, крім влади держави прапора судна.
Водночас у влади прибережної держави існує право переслідування «гарячими слідами». Ця правомочність передбачена статтею 23 Конвенції про відкрите море 1958 року. Переслідування іноземного судна «гарячими слідами» може бути вжито:
1. якщо компетентні влади прибережної держави мають достатні підстави вважати, що це судно порушило закони і правила цієї держави;
2. переслідування повинне початися тоді, коли іноземне судно або одна з його шлюпок знаходяться у внутрішніх водах, у територіальному морі або в прилеглій зоні держави, що переслідує, і може продовжуватися за межами територіального моря або прилеглої зони тільки за умови, якщо воно не переривається;
3. право переслідування припиняється, як тільки переслідуване судно входить у територіальне море своєї країни або третьої держави;
4. переслідування повинно бути почате після подачі зорового або світлового сигналу;
5. переслідування може здійснюватися тільки військовими кораблями або військовими літальними апаратами, або суднами й апаратами, що знаходяться на урядовій службі (наприклад, поліцейськими) і спеціально на це уповноваженими.

Право переслідування не може здійснюватися стосовно військових кораблів, деяких інших суден, що перебувають на державній службі (поліцейських, митних).
Право прокладки кабелів і трубопроводів у відкритому морі полягає в їхній прокладці дном відкритого моря за межами континентального шельфу. При прокладці підводних кабелів і трубопроводів держави повинні належним чином враховувати вже прокладені кабелі і трубопроводи. Зокрема, не повинні погіршуватися можливості їхнього ремонту. Одночасно передбачається відповідальність фізичних і юридичних осіб за заподіяння шкоди або ушкодження як власних, так і інших кабелів і трубопроводів. Але якщо зазначені особи доведуть, що вони понесли збитки або їм заподіяна шкода (пожертвували якорем, мережею або іншою рибальською снастю), при вчиненні дій, щоб уникнути ушкодження кабелю або трубопроводу, їм повинно бути надане необхідне відшкодування.
При здійсненні свободи рибальства кожна держава повинна вживати необхідних заходів до збереження живих ресурсів моря і дотримувати інтереси прибережних держав.

## Континентальний шельф

Континентальний шельф позначений лазуровим

Континентальний шельф — це затоплена морем частина материкової території. Необхідність міжнародно-правового регулювання режиму континентального шельфу є природним наслідком досягнень науки і науково-технічного прогресу. Континентальний шельф багатий нафтою, газом, у його надрах залягають залізо, марганець тощо Досягнення техніки дозволили почати ефективну експлуатацію надр і багатств континентального шельфу. 1942 року Велика Британія від імені Тринідаду уклала з Венесуелою договір стосовно підводних районів затоки Парі. За цим договором сторони поділили морське дно затоки на два сектори, що примикають до їхніх узбереж, і визнали права одна одної на відповідний сектор. При цьому на сектори не поширювався суверенітет ні прибережних держав, ні яких-небудь інших. Таким чином, вже 1942 року, ще до створення самого інституту континентального шельфу, з'явився договір про його делімітацію.
Проте на самому початку правове регулювання континентального шельфу носило внутрішньодержавний характер. Одним із перших національних актів стосовно континентального шельфу була Прокламація президента Трумена від 28 вересня 1945 року. У ній підкреслювалося, що з геологічної точки зору континентальний шельф можна розглядати як продовження материкової території прибережної держави під водою, оскільки виявлені на континенті мінеральні ресурси містяться й у надрах шельфу. У прокламації говорилося, що ефективне розроблення шельфу можливе лише за умови тісного контакту з прибережною державою. Характерно, що в прокламації нічого не говорилося про межі континентального шельфу. Тільки в прес-релізі, що супроводжував прокламацію Білого дома вказувалося, що континентальним шельфом вважається, як правило, затоплена земля, що прилягає до берега і покрита водою не більше, ніж на сто морських сажнів (близько 200 метрів).
Опублікування Прокламації США було сприйнято значним числом держав як сигнал до поділу не тільки природних морських ресурсів шельфу, але і самого шельфу і його вод, що покривають. Прокламація викликала ланцюгову реакцію з прийняття законодавчих актів і поширення юрисдикції прибережних держав на континентальний шельф. Вже протягом якихось 10 років після її опублікування аналогічні законодавчі акти були прийняті Аргентиною, Домініканською Республікою, Саудівською Аравією, Індією, Іраном, Пакистаном, Гондурасом, Чилі, Португалією і деякими іншими державами, а до початку роботи І Конференції ООН з морського права 1958 року односторонні акти про континентальний шельф були прийняті 20 державами.
Тому питання про регламентацію даної проблеми набуло термінового характеру. Виникла необхідність прийняття міжнародно-правових заходів для регулювання діяльності держав у цій галузі. Цим зайнялася Комісія міжнародного права ООН, що розглядала питання про континентальний шельф на своїх II (1950 рік), III (1951 рік), V (1953 рік) і VIII (1956 рік) сесіях. Перед Комісією постала задача — виробити юридичне визначення континентального шельфу з урахуванням певних геологічних і геоморфологічних чинників. При цьому важливо було забезпечити юридичну рівність прибережних держав стосовно як їхніх прав на континентальний шельф, так і обов'язків. Комісія міжнародного права підготувала проект Конвенції про континентальний шельф, що потім був розглянутий на Конференції ООН з морського права, що відбулася в 1958 році. Яка схвалила проект Конвенції і відкрила його для підписання. Набрала чинності 10 червня 1963 року. Відповідно до неї континентальний шельф — це морське дно (включаючи його надра), що простирається від зовнішньої межі територіального моря до встановлених міжнародним правом меж, над яким прибережна держава здійснює суверенні права з метою розвідки і розроблення його природних багатств.
Слід зазначити, що договірні норми, сформульовані в Женевській конвенції 1958 року, не є нормами, в основі яких лежать відповідні звичаєві норми з питань, що стосуються континентального шельфу. Сформульовані з урахуванням практики держав, норми цієї конвенції не повторюють, не розвивають і не конкретизують які-небудь звичаєві норми. Це сталося тому, що практика держав в галузі використання ресурсів континентального шельфу, що передувала прийняттю конвенції, була занадто обмежена і не носила загального характеру, щоб можна було говорити про вже сформовану міжнародно-правову норму в даному питанні. У Конвенції сформульовані нові норми права, здійснений внесок у прогресивний розвиток міжнародного права. Вона вперше в міжнародно-узгодженому порядку дала юридичне поняття терміна континентальний шельф, визначила його правовий статус, визнавши і закріпивши за всіма прибережними державами суверенні права над континентальним шельфом із метою розвідки і розробки його природних багатств:
«У даних статтях термін „континентальний шельф“ уживається стосовно: 
а) до поверхні і надр морського дна підводних районів, що примикають до берега, але розташовані поза зоною територіального моря, до глибини 200 м або за цією межею до такого місця, до якого глибина вод, що покривають, дозволяє розроблення природних багатств цих районів; 
б) до поверхні і надр подібних підводних районів, що примикають до берегів островів».
Головний недолік полягав у тому, що критерій глибини «експлуатабельності», безсумнівно, допускав можливість необмеженого розширення меж континентального шельфу. Розвиток технічних засобів, незабаром після 1958 року, дозволив добувати конкреції з глибин у 5000 — 6000 м, то на основі Женевської Конвенції окремі промислово розвинені держави могли вже претендувати на шельф шириною в тисячі миль. Таким чином, Конвенція формально зрівнювала прибережні держави в правах на шельф, але фактично створювала переваги для технічно розвинених країн. Побоюючись, що прибережні держави почнуть розширювати свій шельф до необмежених меж, деякі держави при приєднанні до Конвенції робили спеціальні заяви з цього питання. Наприклад, французький уряд заявив, що «вираз „прилеглі“ райони включає поняття геофізичної, геологічної і географічної залежності, що і лат. pso facto виключає необмежене розширення континентального шельфу». У зв'язку з тим, що можливості експлуатації ресурсів шельфу значно переступили за 200-метрові глибини, його зовнішні межі виявилися як би відкритими, тому що термін «приєднувані до берега» ніким не приймався до уваги або, у всякому разі припускав різноманітне тлумачення. У рішенні Міжнародного суду ООН 1969 року з питань розмежування континентального шельфу в Північному морі між Данією, Нідерландами і ФРН, підкреслювалося, що «відповідно до міжнародного права правопідстава на континентальний шельф виникає в прибережної держави в силу тієї обставини, що підводні райони дна можуть розглядатися фактично як частина території, стосовно котрої прибережна держава вже здійснює свою владу, тобто в тому значенні, що вони, хоча і покриті водою, ці райони є продовженням цієї території, її розширенням убік моря». Таким чином, Суд висунув доктрину «природного продовження суші» під водою й загалом відкинув критерій «приєднуваності». Це рішення істотно вплинуло на розвиток нових доктрин і поглядів на користь включення в межі континентального шельфу всієї підводної окраїни материка, аж до абісальних глибин. Вже на другій сесії Конференції ООН з морського права (1974 рік, Каракас) постало питання про нове визначення поняття континентального шельфу і вироблення чітких критеріїв. У результаті тривалих зусиль багатьох держав удалося виробити цілком нові положення у визначенні поняття континентального шельфу, що істотно відрізняються від положень Женевської Конвенції. Відповідно до п.1 статті 76 Конвенції ООН з морського права 1982 року «континентальний шельф прибережної держави містить у собі морське дно і надра підводних районів, що простягаються за межі її територіального моря на всьому протязі природного продовження її сухопутної території до зовнішньої межі підводної окраїни материка або на відстань 200 морських миль від вихідних ліній, від яких відміряється ширина територіального моря, коли зовнішня межа підводної окраїни материка не простягається на таку відстань». Відповідно до пункту 3 підводна окраїна материка включає продовження континентального масиву, що знаходиться під водою, прибережної держави і складається з поверхні і надр шельфу, схилу і підйому. Вона не включає дна океану на великих глибинах, у тому числі його океанічні хребти або його надра. Вираз «не включають дна океану на великих глибинах» вважається недостатньо визначеним. Відповідно до прийнятої на Конференції термінології «глибоководними» вважаються абісальні райони морського дна, глибина над якими звичайно становить понад 3 000 м. З цієї причини в шельф не включаються океанічні хребти, геологічна характеристика і структура яких відрізняється від характеристики континентального шельфу, оскільки такі хребти утворені океанічною корою. До цієї категорії належать серединно-океанічні хребти, що тягнуться на десятки тисяч миль в Атлантичному, Тихому й Індійському океанах. З питань континентального шельфу на III Конференції ООН з морського права була досягнута політико-правова домовленість на основі волевиявлення всіх учасників про те, що «підводна окраїна материка» буде включати континентальний масив, що знаходиться під водою, який складається з трьох частин:
- поверхні і надр самого шельфу;
- континентального схилу;
- підйому.

При виробленні цього визначення компроміс між державами, що мають широкий шельф, і тими, шельф яких не виходить за межі 200-мильних економічних зон, був досягнутий на основі того, що всі прибережні держави зможуть поширювати суверенні права на ресурси морського дна в межах економічної зони незалежно від того, чи є в цих межах шельф або немає. Разом із тим враховувалося, що близько 40 держав будуть мати шельф, що виходить за межі 200-мильних економічних зон. Це обумовило необхідність установлення чітких дистанційних критеріїв і критеріїв глибини для визначення зовнішніх меж континентального шельфу. Тому в статті 76 Конвенції з морського права було встановлено, що якщо межа материка простягається далі 200 миль, то зовнішня межа шельфу не повинна знаходитися далі 350 миль від вихідних ліній, від яких відміряється ширина територіального моря, або не далі 100 миль від 2 500-метрової ізобати. Нове визначення веде до встановлення подвійного правового режиму континентального шельфу: режиму в межах 200-мильної економічної зони і за цими межами. Найбільш чітко вираженим показником такого розходження слугують передбачені статтею 82 Конвенції відрахування і внески в зв'язку з розробленням континентального шельфу за межами 200 миль.
Природні ресурси континентального шельфу включають мінеральні й інші неживі ресурси морського дна і його надр, а також живі організми, що належать до «сидячих видів», тобто організми, що у період, коли можливий їхній промисел, або знаходяться в нерухомому стані на морському дні або під ним, або не здатні пересуватися, інакше як знаходячись у постійному фізичному контакті з морським дном або його надрами. Слід враховувати, що права прибережної держави на континентальному шельфі не торкаються правового статусу вод, які покривають, і повітряного простору над ним. Оскільки морський простір над континентальним шельфом надалі залишається відкритим морем, усі держави мають право здійснювати судноплавство, польоти, рибальство, прокладати підводні кабелі і трубопроводи. Водночас встановлений особливий режим розвідування і розроблення природних ресурсів. Прибережна держава має право в цих цілях будувати відповідні споруди й установки, створювати навколо них зони безпеки (до 500 м). Здійснення прав прибережної держави не повинно обмежувати прав судноплавства й інших прав інших держав. Прибережна держава також управі визначати траси для прокладки кабелів і трубопроводів, дозволяти будувати установки і проводити бурильні роботи, споруджувати штучні острови.

### Український шельф

Український континентальний шельф Чорного моря

Україна має суверенні права стосовно розвідування, розроблення і зберігання природних ресурсів, як живих, так і неживих, на морському дні, що утворює континентальний шельф України й у його надрах. Ці права реалізуються відповідно до законодавства України про континентальний шельф і Кодексом України про надра. Відповідно до Кодексу 1994 року надра є виключною власністю народу України і даються тільки в користування. Угоди або дії, що порушують право власності народу України на надра, є недійсними.
Ділянки континентального шельфу, як використовувані, так і не використовувані, входять у державний фонд надр. Внутрішньодержавна регламентація правового режиму континентального шельфу має ряд особливостей.
- Відсутній національний закон профільного характеру, що повинен безпосередньо регулювати зазначені питання.
- Конвенція ООН з морського права 1982 року ратифікована Україною тільки 3 червня 1999 року і національне законодавство ще не приведене у відповідність із положеннями цієї конвенції. Тому правовий режим континентального шельфу визначається, поряд із національним законодавством, відповідно до нормативних актів СРСР, прийнятих на основі Женевської конвенції 1958 року. Такими актами є:
  - Указ Президії Верховної Ради СРСР «Про континентальний шельф Союзу РСР» від 6 лютого 1968 року;
  - «Положення про охорону континентального шельфу СРСР», затверджене Постановою Ради Міністрів СРСР № 24 від 11 січня 1974 року;
  - Постанова Ради Міністрів СРСР «Про порядок проведення робіт на континентальному шельфі СРСР і охорону його природних багатств» № 554 від 18 липня 1969 року.
- Питання правового режиму континентального шельфу торкаються в ряді законодавчих актів незалежної України, зокрема в Кодексі, у Законі України «Про виняткову (морську) економічну зону України» 1995 року та інш., що не тільки істотно доповнюють законодавство колишнього СРСР, але і багато в чому йому не відповідають.

Застосування положень вищевказаних нормативних актів СРСР стосовно континентального шельфу України здійснюється на підставі Постанови Верховної Ради України від 12 вересня 1991 року «Про порядок тимчасової дії на території України окремих актів законодавства Союзу РСР», відповідно до яких, до прийняття відповідних актів законодавства України, на території республіки застосовуються акти законодавства Союзу РСР із питань, що не урегульовані законодавством України, за умови, що вони не суперечать Конституції і законам України.
Слід зазначити, що в Законі України «Про виняткову (морську) економічну зону України» правовий режим континентального шельфу згадується лише мимохідь. Це пов'язано з тим, що правовий режим виняткової (морської) економічної зони в межах 200 миль дублює режим континентального шельфу (що у свій час ледве не послужило приводом до скасування інституту континентального шельфу) із тією лише різницею, що природні ресурси континентального шельфу знаходяться на морському дні й у його надрах, а природні ресурси економічної зони — у товщі води над морським дном.

#### Спірні питання українського шельфу

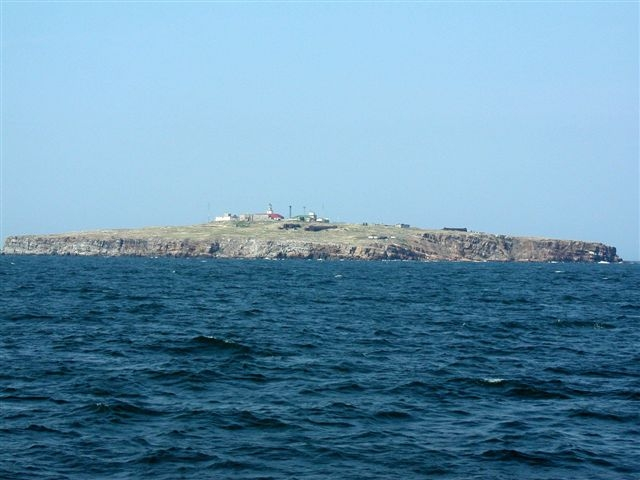
Фотознімок о. Зміїний

Варіанти делімітації континентального шельфу в зоні острова

Необхідною умовою, що передує освоєнню природних багатств континентального шельфу, є його розмежування (делімітація) між прибережними державами. Пов'язані з цим питання дуже актуальні для багатьох держав, у тому числі і для України, що протягом декількох років намагається вирішити їх разом із Російською Федерацією і Румунією (проблема делімітації континентального шельфу Чорного моря в районі острову Зміїний). Виходячи з принципів, закладених у статті 6 Женевської Конвенції і статті 83 Конвенції ООН з морського права, вирішення таких питань бачиться в наступному:
- Під час обґрунтування позиції потрібно виходити з того, що спірні райони необхідно розглядати як частину території, що вже знаходиться під владою України, а саме те, що хоча ці райони покриті водою, вони є продовженням території суходолу України.
- Переговори про розмежування континентального шельфу між Україною і Румунією доцільно проводити поетапно, із врахуванням основних принципів розмежування цього шельфу, угод між заінтересованими державами, статті 33 Статуту ООН, статті 6 Женевської конвенції, статті 83 Конвенції ООН та інш. Кожний етап таких переговорів повинний закінчуватися укладанням «малої угоди».
  - На першому етапі доцільно визначити принципи, котрими необхідно користуватися при розмежуванні континентального шельфу. Вважається, що повинен мати місце комплексний підхід до трьох основних принципів: розмежування на основі угоди між Україною і Румунією; розмежування на основі особливих обставин; розмежування на основі серединної лінії і лінії однакового віддалення.
  - Другий етап переговорів повинен бути спрямований на опрацювання пропозицій зі встановлення особливих обставин, що повинні бути прийняті за основу при розмежуванні континентального шельфу. Вважається, що до них потрібно віднести: незвичну конфігурацію берегової лінії; історичні підстави (попередні угоди, факт розвідки і підготовки глибинного буравлення шпар, фактичне визнання Румунією приналежності даного району до континентального шельфу колишнього СРСР); протяжність берегової лінії; наявність острова (саме так слід розглядати острів Зміїний) і визнаного права острова на територіальне море і континентальний шельф.
  - Третій етап переговорів повинен визначити вихідні точки відліку, що будуть враховуватися при побудові серединної лінії і лінії однакового віддалення.
  - Четвертий етап повинен завершитися підписанням широкомасштабної угоди про розмежування континентального шельфу між Україною і Румунією.
- Якщо сторони не досягнуть взаємоприйнятної угоди, вони мають право звернутися в Міжнародний Суд ООН або в іншу міжнародну організацію, до компетенції якої входить розгляд таких питань. Проте при цьому необхідно враховувати, що рішення[1] міжнародного органу є не підставою для автоматичного розмежування континентального шельфу, а лише приводом для продовження переговорів.
- П'ять років тривала у Міжнародному Суді ООН в Гаазі суперечка між Україною і Румунією про розмежування 12 тисяч км² чорноморської акваторії в даному регіоні. І нарешті, 3 лютого 2009 року цю справу завершено остаточно. Гаага визнала Зміїний островом з правом на територіальні води. Існуючі межі територіального моря України не зазнали змін. Лінія Державного кордону України в районі Зміїного так, як і раніше проходить на північ, схід і південь від нього на віддалі 12 морських миль в сторону моря. Натомість наявність острова тепер не впливає на відлік зовнішньої межі економічної зони України і континентального шельфу.
- Рішення Суду задовольнило українську і румунську сторони і вже, відповідно до домовленостей України і Румунії, оскарженню не підлягає.[2][3]

## Міжнародний район морського дна

Мапа будови дна Світового океану

Морське дно за межами континентального шельфу й економічної зони є територією з міжнародним режимом і утворює міжнародний район морського дна (далі — «Район»). Згідно зі статтею 1 Конвенції ООН з морського права 1982 року термін «Район» означає дно морів і океанів і його надра за межами національної юрисдикції. Виділення в просторах відкритого моря зони, що має юридичний статус міжнародного району морського дна стало найважливішою новелою в міжнародному морському праві. Питання про встановлення режиму виник із досягненням технічних можливостей розробки глибоководних покладів природних ресурсів.
Оскільки національна юрисдикція прибережних держав у Світовому океані в юридичному смислі поширюється на морське дно і його надра в межах континентального шельфу, межами Району є зовнішні межі материкових шельфів прибережних держав, іншими словами, це продовження дна і надр глибоководних районів морів і океанів за межами континентальних шельфів прибережних держав. Правовий режим, а також порядок дослідження і видобутку ресурсів Району урегульований статтями 136—191 Конвенції ООН, що включають такі розділи:
- «Принципи, що регулюють Район»,
- «Освоєння ресурсів Району»,
- «Орган» (означуючий Міжнародний орган з морського дна).

Стаття 137 Конвенції встановлює, що жодна держава не може претендувати на суверенітет або здійснювати суверенні права стосовно будь-якої частини Району і його ресурсів. Район оголошений «загальною спадщиною людства» (стаття 136). Це означає, що права на ресурси належать усьому людству, від імені якого діє Міжнародний орган з морського дна. Згідно зі статтею 140 Конвенції діяльність здійснюється на благо всього людства і з особливим врахуванням інтересів і потреб держав, що розвиваються, і народів, що не досягли повної незалежності або іншого статусу самоврядування. Орган забезпечує справедливий розподіл фінансових та інших економічних вигод, одержуваних від діяльності в Районі, через відповідні механізми на недискримінаційній основі. Район відкритий для використання винятково в мирних цілях усіма державами без будь-якої дискримінації. Морські наукові дослідження здійснюються в мирних цілях і на благо всього людства. Відповідно до Конвенції стосовно діяльності в Районі приймаються заходи, необхідні для забезпечення ефективного захисту морського середовища від шкідливих для неї наслідків, що можуть виникнути в результаті такої діяльності.
Розділ про освоєння ресурсів Району встановлює, що діяльність, конкретно передбачена Конвенцією, повинна здійснюватися таким чином, щоб сприяти здоровому розвитку світової економіки і збалансованого росту міжнародної торгівлі, а також сприяти міжнародному співробітництву для всебічного розвитку всіх країн, особливо держав, що розвиваються. У цьому аспекті «ресурси» означають усі тверді, рідкі і газоподібні мінеральні ресурси, включаючи поліметалічні конкреції, що знаходяться на морському дні або в його надрах. Будучи витягнуті з Району, вони розглядаються як «корисні копалини». Такі ресурси можуть бути відчужені відповідно до норм міжнародного права і правил, установлюваних Міжнародним органом з морського права, створюваним на підставі Конвенції 1982 року. У розділі, присвяченому функціям і повноваженням Органу, передбачається, що всі держави-учасниці і лат. pso facto є членами його членами, що може створювати такі регіональні центри і відділення, які він вважає необхідними для здійснення своїх функцій.
Передбачено, зокрема, можливість розвідки і розроблення ресурсів Району як спеціальним підрозділом — Підприємством, так і окремими державами за договором. Підприємство безпосередньо здійснює діяльність у Районі, транспортування, переробку і збут мінералів. Орган має не тільки функції і повноваження, надані Конвенцією, але і повноваження, що розуміються, необхідні для його здійснення.
У рамках Органу засновані Асамблея, Рада і Секретаріат. Асамблея, що складається з усіх членів Органу, розглядається як вищого такого органу, перед якими звітують всі інші головні органи. Вона також обирає членів Ради, членів правління і генерального директора Підприємства.
Рада є виконавчою інституцією Органу. Вона, зокрема, контролює і координує виконання положень Конвенції з усіх питань і проблем у рамках компетенції і звертає увагу Асамблеї на випадки недотримання таких положень.
Слід мати на увазі, що ні положення Конвенції, що стосуються Району, ні будь-які права, надані або здійснювані відповідно до неї, не торкаються правового статусу вод, що покривають Район, або правового статусу повітряного простору над цими водами.

## Виключна економічна зона
Інститут виключної економічної зони є нововведенням у міжнародному морському праві. Його поява безпосередньо пов'язана з роботою 6-ї сесії III Конференції ООН з морського права.
Однією з причин виникнення концепції економічної зони, а потім і її правової регламентації, крім науково-технічної революції, що відкрила реальні можливості видобування різноманітних живих і мінеральних ресурсів вдалині від берега і на великих глибинах, послужило бажання знайти компроміс між більшістю держав, що притримуються 12-мильної межі територіальних вод, і порівняно невеличким числом держав, що наполягали на 200-мильній їхній межі.
У зв'язку з тим що в Женевських конвенціях з морського права 1958 року не були вирішені такі питання, як ширина територіальних вод, закріплення в договірному порядку виняткової рибальської зони, визнання переважних прав прибережних держав на експлуатацію живих ресурсів районів відкритого моря, що примикають до їхніх територіальних вод, деякі держави в односторонньому порядку почали заявляти вимоги на територіальні води шириною до 200 морських миль. Початі спроби вирішити зазначені питання на перших двох конференціях з морського права не увінчалися успіхом і тому міжнародне співтовариство пішло назустріч багатьом державам, що розвиваються, які висунули вимогу про встановлення 200-мильних економічних зон. Найбільші вигоди в результаті цього одержали держави Африки і Латинської Америки, що мають великі морські узбережжя, котрі дають географічну можливість встановити такі зони. Безсумнівну вигоду від цього одержали США, Канада й інші промислово розвинені держави.
Термін «виняткова економічна зона» став використовуватися в міжнародних документах і внутрішньодержавних актах наприкінці 60-х — початку 70-х років. Його зміст, на думку багатьох учених, означає, що в цій зоні винятково прибережна держава переслідує і задовольняє свої економічні інтереси, тобто здійснює суверенні права в сфері реалізації своїх економічних інтересів.
Відповідно до статті 55 Конвенції ООН з морського права 1982 року економічна зона являє собою район, що знаходиться за межами територіального моря і прилягає до нього. Ширина економічної зони не повинна перевищувати 200 морських миль, що відраховуються від вихідних ліній, від яких відміряється ширина територіального моря. Таким чином, економічна зона містить у собі також простір територіального моря прибережної держави (200 миль = 12 миль + 188 миль). У цьому відношенні представляє інтерес правовий режим цих просторів: у межах 12 миль територіального моря прибережна держава здійснює повний суверенітет, а частина економічної зони (188 миль), що залишилася, яка є відкритим морем, являє собою зону договірної юрисдикції прибережної держави, що має суто цільовий характер.
Правовий режим виняткової економічної зони передбачає права, юрисдикцію й обов'язки прибережної держави, яким кореспондують (відповідають) права й обов'язки, здійснювані в такій зоні іншими державами.
Стаття 56 Конвенції передбачає, що прибережна держава здійснює в ній:
1. суверенні права з метою розвідування, розроблення і зберігання природних ресурсів як живих, так і неживих, що розташовані на дні, у його надрах і в його водах, що покривають, а також із метою керування цими ресурсами, й стосовно інших видів діяльності з економічного розвідування і розроблення ресурсів зони (виробництво енергії шляхом використання води, течій, вітру);
2. вправі споруджувати, а також дозволяти і регулювати створення й експлуатацію штучних островів і установок, установлювати навколо них зони безпеки;
3. вправі визначати час і місця лову, установлювати припустимий вилов живих ресурсів, встановлювати умови одержання ліцензій, стягувати збори;
4. здійснювати юрисдикцію стосовно створення штучних островів, установок і споруд;
5. дозволяти морські наукові дослідження;
6. вживати заходів із захисту морського середовища.

Слід пам'ятати, що суверенні права прибережної держави на виняткову економічну зону не скасовують свобод відкритого моря, встановлених для всіх держав. Тому в економічній зоні всі держави користуються свободою судноплавства і польотів, прокладки підводних кабелів і трубопроводів та ін. Держави при здійсненні своїх прав повинні враховувати суверенні права прибережної держави. Держави, що не мають виходу до моря, із дозволу прибережної держави вправі брати участь на справедливій основі в експлуатації ресурсів зони. Як і континентальний шельф, виняткова економічна зона, згідно зі статтею 74 Конвенції з морського права, може бути піддана делімітації між державами з протилежними або суміжними узбережжями на основі угоди відповідно до норм міжнародного права, як це вказується в статті 38 Статуту Міжнародного Суду, і з дотриманням принципів справедливості.

## Міжнародні протоки
Протоки відіграють важливу роль у міжнародному мореплаванні, створенні єдиної системи морських шляхів. Протока — це природний морський прохід, що з'єднує райони того самого моря або моря й океани між собою. Хоча у світі існує велика кількість проток, лише частина з них може бути віднесена до категорії міжнародних. Якщо виходити з критерію їх використання лише для судноплавства однієї держави, то таких проток, очевидно, не існує. Але навіть тоді, коли протока використовується для проходження суден декількома або багатьма державами, це також не надає їй статусу міжнародного. Визначальним моментом для віднесення тієї або іншої протоки до категорії проток, використовуваних для міжнародного судноплавства, є:
- розташування протоки на світових морських шляхах;
- її інтенсивне використання протягом досить тривалого періоду для цілей мореплавання багатьма державами;
- така протока повинна з'єднувати морські простори, що користуються статусом відкритого моря, і бути або єдиним, або найбільше коротким шляхом між такими просторами.

Доктрина міжнародного права давно визнає, що міжнародні протоки, на відміну від інших морських проток, являють собою окрему категорію. Причому з різноманітних ознак на перше місце висувався критерій важливості для міжнародного судноплавства. У цьому відношенні данський юрист Е. Брюель особливо підкреслював, що інтерес до використання таких проток повинний бути загальним. Конвенція ООН з морського права 1982 року встановила такі види проток, використовуваних для міжнародного судноплавства:
- протоки між одною частиною відкритого моря або економічної зони, у котрих будь-які судна користуються правом безперешкодного транзитного проходу з метою безперервного і швидкого проходу або прольоту через протоку (Баб-ель-Мандебська, Гібралтарська, Дрейка, Ла-Манш, Магелланова, Па-де-Кале, Сінгапурська і ін.);
- протоки між островом і континентальною частиною прибережної держави, у котрих застосовується право мирного проходу як для транзиту, так і для заходу в територіальні і внутрішні води;
- протоки між одним районом відкритого моря і територіальним морем держави, у котрих також застосовується право мирного проходу;
- протоки, правовий режим яких регулюється спеціальними міжнародними угодами (Чорноморські протоки, Балтійські протоки і т. д.).

Незалежно від правового статусу вод протоки, а вони можуть належати як до внутрішніх морських вод, так і до територіального моря прибережної держави, відповідно до загальних принципів міжнародного права, що випливають із положень статей 34—36 Конвенції, у протоках забезпечується свобода судноплавства, що не зачіпає, проте, суверенітет прибережної держави. З іншого боку, держави, що граничать із протокою, не повинні перешкоджати транзитному проходженню або прольоту над протоками морських і повітряних суден інших держав і повинні відповідним чином оповіщати про будь-яку відому їм небезпеку для судноплавства або прольоту. У протоках установлюється режим мирного проходу. Водночас держави, що межують з міжнародною протокою, вправі в межах, передбачених міжнародними угодами, регулювати транзитний і мирний проходи суден і літальних апаратів через протоку, зокрема, установлювати правила щодо:
- — безпеки судноплавства;
- — запобігання забруднення із суден;
- — недопущення рибальства;
- — навантаження і розвантаження товарів;
- — посадки і висадки осіб звинувачуваних у порушеннях митних, фіскальних, санітарних або імміграційних правил тощо

### Чорноморські протоки

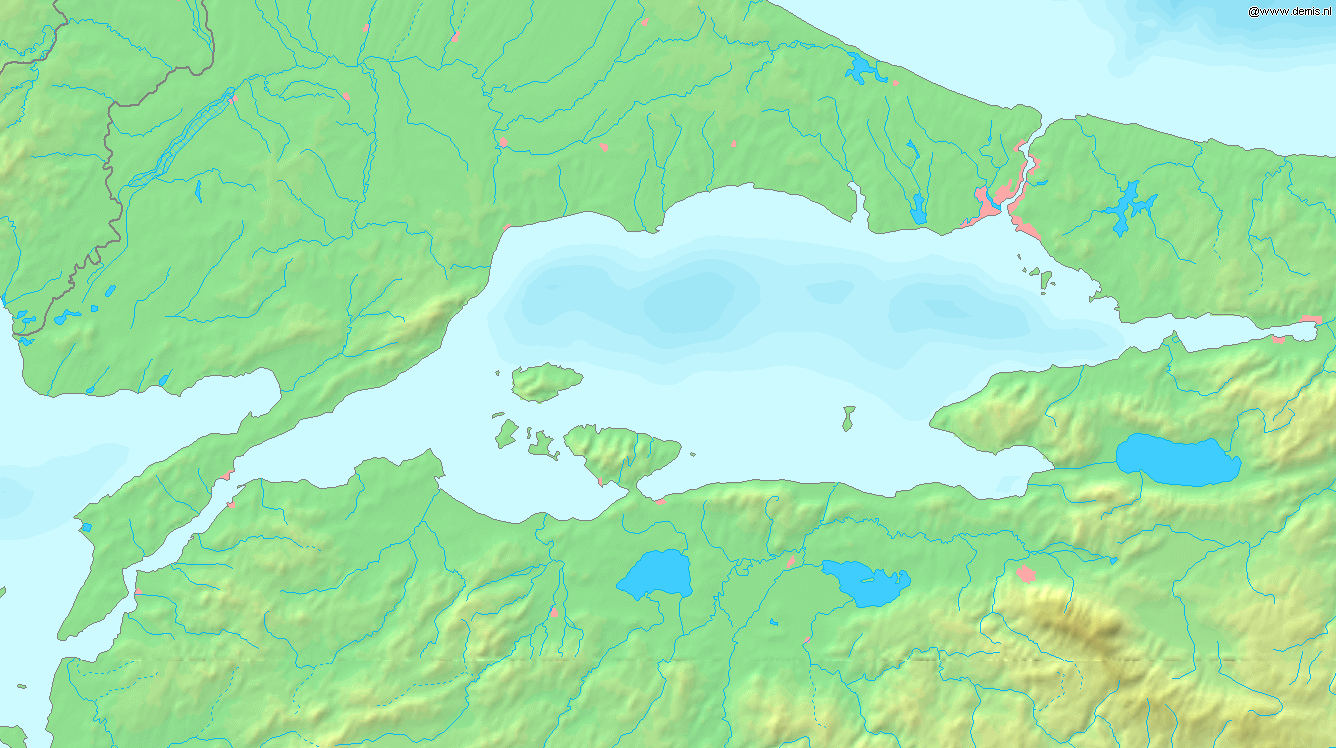
Карта Чорноморських проток (посередині Мармурове море)

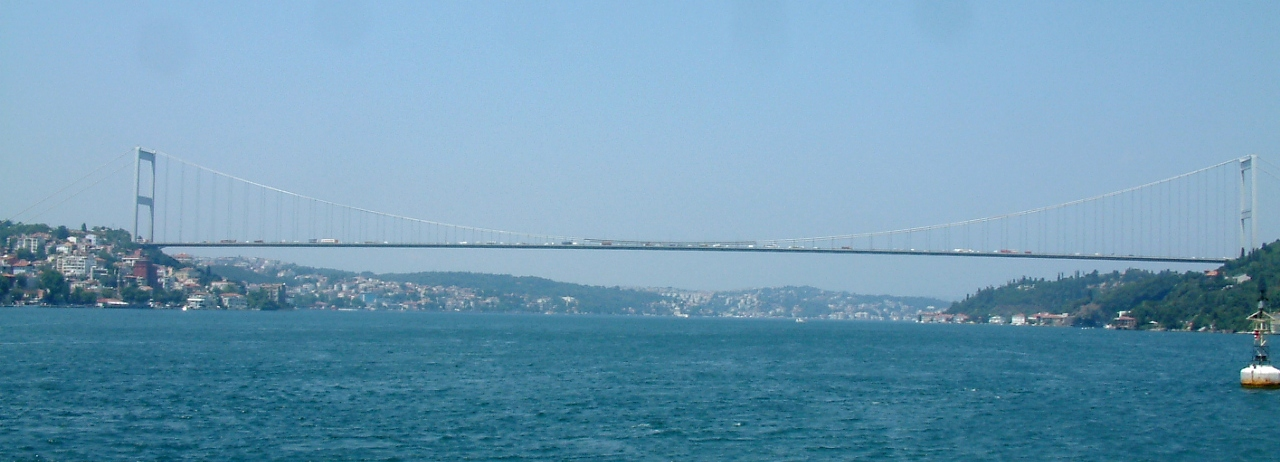
Міст імені Султана Мехмета через Босфор

Географічно Чорноморські протоки не існують. Під ними розуміють Босфор, Дарданелли і з'єднуюче їхнє Мармурове море. Через ці протоки здійснюється вихід із Чорного моря в Середземне, і тому вони є важливими морськими шляхами для держав, розташованих у басейні Чорного моря. Найважливіше значення мають Чорноморські протоки і для України, що має міцний торговий флот, яка веде інтенсивну торгівлю через, свої морські порти і що надає їх для торгівлі іншим країнам. Крім того, Україна має і військово-морський флот, а також ряд військово-морських баз, що здатні у своїй сукупності впливати на політичну і військову обстановку Середземномор'я.
Береги проток належать одній державі — Туреччині, тому в минулому від її рішень залежав їхній правовий статус. Спочатку, після захоплення 1453 року Османська імперія закрила протоки, і Чорне море стало внутрішнім морем однієї держави. Але в результаті історичних змін у військово-політичному становищі в наступні сторіччя статус проток змінювався, хоча й у цьому сторіччі, наприклад, під час Балканської війни 1912-1913 років протоки об'являлися закритими.
Конвенція про протоки, що була укладена 20 липня 1936 року у швейцарському місті Монтре, діє дотепер, «признаючи і підтверджуючи принцип свободи проходу і мореплавання в Протоках». Конвенція встановлює два режими: режим плавання для торгових суден і режим для воєнних суден. У мирний час торгові судна користуються правом повної свободи проходу вдень і вночі, незалежно від прапора і вантажу. При цьому виключається виконання яких-небудь формальностей, за винятком санітарного огляду під час входження в протоку, що проводиться відповідно до міжнародних санітарних правил, як удень, так і вночі з максимально можливою швидкістю. Лоцманська проводка через протоку і користування буксирними суднами є необов'язковими. При проходженні протоками здійснюється сплата зборів за проходження. Крім того, за проходження із кожної нетто-тони Туреччиною стягаються санітарний і маяковий збори. Ці положення зберігають силу і під час війни, якщо Туреччина не є в ній воюючою стороною. Деякі обмеження можуть бути введені у випадку війни, коли Туреччина є воюючою стороною. Але і тоді торгові судна, що належать країні, яка не перебуває в стані війни з нею, будуть як і раніше користуватися правом вільного проходу, за умови, що вони не сприяють супротивникові. Проте ці судна повинні будуть проходити через протоки вдень і тільки за вказаним владою маршрутом. Це ж стосується випадків, коли країна опинилася б під загрозою війни.
Правовий режим, установлений конвенцією 1936 року для військових кораблів, своєю чергою, підрозділяється на режим для кораблів чорноморських і нечорноморських держав. Для останніх установлюються визначені обмеження. Невеликі військові і допоміжні судна незалежно від прапора проходять протоки вдень, при цьому про майбутнє проходження уряд Анкари за дипломатичними каналами повинен бути попереджений: нечорноморськими державами за 15 днів, чорноморськими — за 8 днів. Лінійні лінкори чорноморських держав і кораблі, прирівняні до них, тоннажем понад 15 000 тонн проходять через протоки по одному, у супроводі не більше двох міноносців. Тільки підводні човни чорноморських держав проходять через протоки поодинці, вдень і в надводному стані, із метою повернення на свої бази після ремонту на верфях, розташованих поза Чорним морем, або у разі їх купівлі за межами Чорного моря. Туреччина сповіщається про це заздалегідь. Військові судна нечорноморських держав, до яких можуть бути віднесені тільки легкі надводні кораблі тоннажністю до 10 000 тонн або які мають калібр снарядів до 203 мм, проходять загонами не більш як 9 кораблів.
За духом конвенції нечорноморські держави не можуть проводити через протоки кораблі з ядерною зброєю, тому що вона за потужністю незрівнянна зі снарядами калібру 203 мм. Загальний тоннаж усього загону при транзиті протоками не може перевищувати 15 000 тонн. Загальний тоннаж суден нечорноморських держав, що перебувають у Чорному морі, не може перевищувати 30 тис. тонн, а час їхнього перебування — 21 день. Зазначений тоннаж у виняткових випадках може бути доведений до 45 000 тонн. У випадку, якщо Туреччина опиниться в стані війни або під загрозою військових дій, вона може призупинити або обмежити проходження через протоки військових кораблів.
Конвенція встановила порядок польотів над протоками: нерегулярні польоти вимагають попередження за 3 дні, регулярні — загальне повідомлення про дати польотів.

### Гібралтарська протока

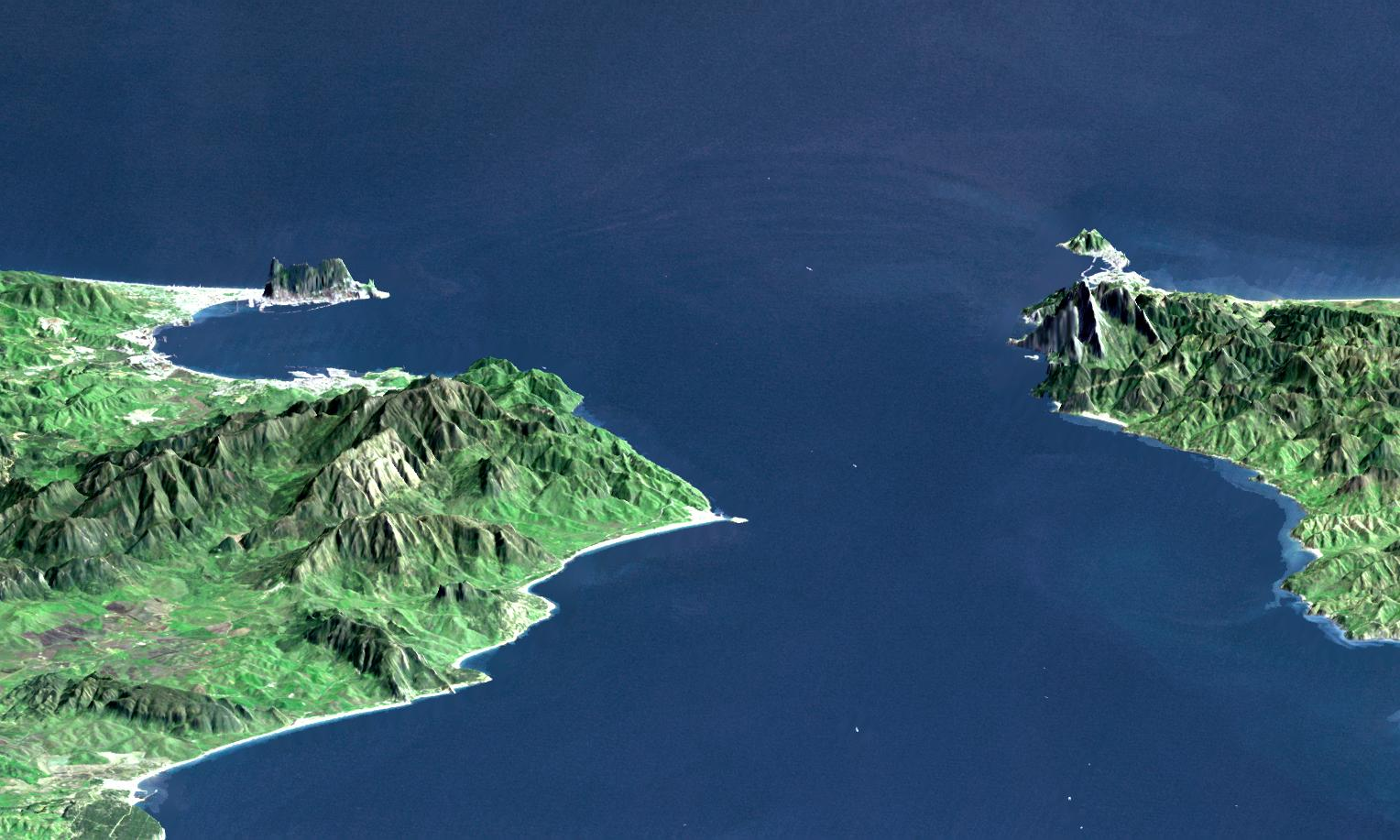
Гібралтарська протока.
Вертикальний масштаб збільшений щодо горизонтального

Гібралтарська протока є природним водним шляхом, що з'єднує Середземне море й Атлантичний океан. Вона розташована між південним краєм Піренейського півострова Європи і північно-західної частини Африки. Особлива важливість цього морського шляху обумовлена тим, що на акваторію Середземного моря виходять береги 20 європейських і африканських країн, що мають потужні торговий і військовий флоти. Гібралтарська протока має довжину 59 км, ширину — від 14 до 44 км. Територія протоки контролюється трьома значними портами: Гібралтаром (належить Великій Британії), Альхесірасом (Іспанія) і Танжером (Марокко).
Протока омиває береги двох континентів: Європейського й Африканського. З африканської сторони на береги Гібралтару виходить Марокко, із європейської — Іспанія. Сам же Гібралтарський півострів як і раніше є колонією Великої Британії. Це було встановлено статтею 10 Утрехтського договору від 13 липня 1713 року між британською й іспанською коронами, відповідно до якої остання уступила «короні Великої Британії в повну і нероздільну власність місто і замок Гібралтар разом із портом, укріпленнями і фортами, до них належними». У березні 1980 року Іспанія ввела в дію ордонанс про нейтральне судноплавство протокою. Він не містив яких-небудь обмежень для плавання з метою транзиту між Середземним морем і Атлантичним океаном, передбачаючи, що для нейтральних суден протока залишається вільною за умови, що їхні документи і вантаж будуть «перебувати у доброму порядку». У підписаній у квітні 1904 року спільну англо-французькій декларації між цими державами, які суперничають у протоці, була підтверджена свобода судноплавства. У жовтні 1904 року до цієї декларації приєдналася й Іспанія. Згодом Франція, Іспанія і Велика Британія в єдиному документі, прийнятому в листопаді 1912 року, підтвердили свободу судноплавства в Гібралтарі. Після набуття незалежності, 26 травня 1956 року Марокко підписало Договір із Францією, яким визнало себе правонаступником договорів метрополії, у тому числі і щодо Гібралтару. Цим самим усі прибережні й інші заінтересовані держави підтвердили право безперешкодного плавання в протоці.

### Балтійські протоки
Під Балтійськими протоками мають на увазі три протоки, що забезпечують вихід із Балтійського в Північне море й Атлантичний океан.
- Великий Бельт — 115 км (найглибший і найширший, і тому названий «великим»);
- Малий Бельт, що має найбільшу протяжність 125 км;
- Зунд — найкоротший за своєю протяжністю 102 км.

Води Великого і Малого Бельтів перекриваються територіальними водами Данії, а води Зунда — територіальними водами Данії і Швеції.
Відповідно до Актів про збройний нейтралітет 1780 і 1800 років Балтійське море було оголошено «закритим морем», у тому смислі, що прибалтійські держави вправі вживати стосовно нього необхідних заходів для недопущення на морі і його берегах воєнних дій або насильства. Тому протоки були закриті для військових суден неприбережних держав. За Копенгагенським трактатом від 14 березня 1857 року, укладеним між Данією, Росією й іншими 14 зацікавленими державами й таким, що не втратив сили дотепер, перша відмовилася від усіх мит і зборів за проходження через протоки, отримавши від учасників угоди замість того компенсацію розміром 30 476 325 риксталерів. Майже 1/3 цієї суми виплатила Росія. Трактат скасовував стягування мит і зборів і містив формули, що проголошували свободу судноплавства протоками. Згодом Данія неодноразово в односторонньому порядку вводила різноманітні обмежувальні правила і вимоги, що дотепер не признаються законними світовим співтовариством. До них належать, наприклад, правила про запит, обмеження кількості військових кораблів, введені 1951 року, нормативний акт, що надає право міністру оборони Данії змінювати умови проходу через протоки і прольоту над ними, прийнятий 1976 року.

### Ла-Манш і Па-де-Кале
Протоки Ла-Манш і Па-де-Кале, як називають їх французи, відокремлюють берега Франції від берегів Великої Британії. Англійці, попри те, що це протоки, називають їх Англійським і Дуврським каналами. До прийняття Конвенції ООН з морського права 1982 року судноплавство в протоках регламентувалося загальними принципами міжнародного права щодо свободи судноплавства. Правом транзитного проходу в протоках користувалися торгові судна і військові кораблі будь-якої держави. В наш час[коли?] аналогічний порядок регламентований нормами Конвенції.

### Магелланова протока
Магелланова протока є однією з найбільш протяжних міжнародних проток. Вона розташовується між південним краєм Південної Америки й архіпелагом Вогняна Земля і з'єднує Атлантичний і Тихий океани. її довжина становить 575 км, найменша ширина — 2,2 км. Правовий статус протоки визначався взаємовідносинами Чилі й Аргентини, що ще в 1873 році у відповідь на запит Великої Британії визнали свободу судноплавства протокою, а 23 липня 1881 року в Буенос-Айресі уклали двосторонній договір, у статті 5 якого проголошена свобода судноплавства протокою і її нейтралізації «на вічні часи». Договір між Аргентиною і Чилі від 10 грудня 1941 року скасував нейтралізацію каналу і передбачив тільки свободу судноплавства ним для плавання торгових і воєнних суден усіх держав.

### Малаккська протока
Свобода судноплавства і транзитного проходження в Малаккській і Сінгапурській протоках проголошена в заяві урядів Індонезії і Малайзії від 16 листопада 1971 року, хоча до цього робилися спроби заперечити міжнародний характер цих проток. Таку ж позицію займав Сінгапур. Водночас ці держави особливо занепокоєнні в зв'язку зі зростаючими потоками сирої нафти, перевезеної через протоки, і вживають заходів зі зберігання екологічної безпеки в них.

## Міжнародні канали
Міжнародні канали являють собою з'єднуючі моря й океани штучні споруди, розташовані на шляхах інтенсивного морського судноплавства і використовувані всіма державами відповідно до міжнародного права і національного законодавства. Вони набувають статусу міжнародних, якщо використовуються в інтересах інтенсивного торгового судноплавства і якщо їхній правовий режим регламентований угодами, укладеними між державами. Особливістю правового режиму міжнародних каналів і є саме те, що вони, будучи частиною території держави-власниці каналу, підпадають під дію відповідних міжнародних договорів, що істотно обмежують правомочності даної держави. Принципи правового режиму міжнародних каналів:
- повага суверенних прав власника каналу і невтручання в його внутрішні справи;
- свобода судноплавства каналом для суден усіх держав без будь-якої дискримінації;
- обов'язок користувача додержуватися норм міжнародного права і національного законодавства держави-власниці каналу.

Режим судноплавства більшості каналів характеризується такими основними рисами:
- канали в мирний час відкриті для всіх невійськових суден і військових кораблів усіх держав;
- адміністрації каналу попередньо повідомляється назва і приналежність судна, отримується свідоцтво на судно (у більшості каналів обмежується проходження суден визначених розмірів і тоннажу), передбачена сплата зборів;
- установлюються правила проходження каналу.

У воєнний час воюючим державам у каналі забороняється висаджувати і приймати на борт війська, вантажити і розвантажувати військові вантажі і т. д.; стосовно території каналу забороняється блокада. Детально правовий режим каналів регулюється національним правом відповідної держави і міжнародних договорів, наприклад Конвенцією щодо забезпечення вільного плавання Суецьким каналом 1888 року.

### Суецький канал

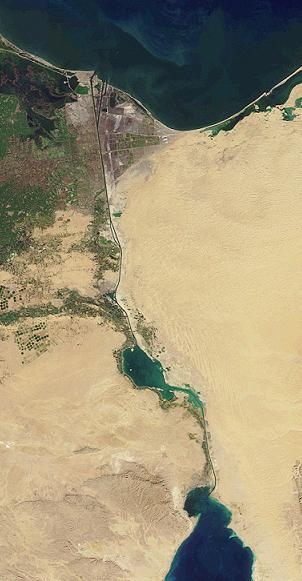
Суецький канал, вид з космосу

Суецький канал відкриває шлях з Індійського океану в Середземне море через Баб-ель-Мандебську протоку і Червоне море, прокладений територією Єгипту.
Археологічні розкопки, проведені в Єгипті в середині XX сторіччя, дозволили дізнатися, що перше поєднання Червоного моря з Нілом і Середземним морем за допомогою прориття каналу належить ще до XIV сторіччя до нашої ери до епохи фараона Рамзеса. Канал, що проривається час від часу і постійно заноситься пісками, за всіх часів мав величезне значення як в економіці, так і в політиці регіону.
Фірман правителя Єгипту Саїда-паши 1855 року надав Загальній компанії морського Суецького каналу, заснованій французом Ф. Лесепсом, право на прориття каналу і його наступну експлуатацію протягом 99 років, після чого територія каналу й усі його споруди повинні були перейти під суверенітет і у власність Єгипту. Будівництво каналу почалося в квітні 1859 року і завершилося його відкриттям 17 листопада 1869 року. Протяжність каналу — 161 км, ширина — 120—318 м. На каналі відсутні шлюзи. Канал створювався в колоніальні часи і його статус із 1880 року визначався режимом міжнародної концесії. Він довгий час належав Загальній компанії морського Суецького каналу, що фактично була англо-французьким підприємством із Правлінням в Олександрії і юридичним місцезнаходженням в Парижі. Всіма справами концесії відала вища рада Компанії Суецького каналу, що складалася з 33 директорів, хоча фактичним хазяїном каналу і прилягаючої до нього з обох берегів території була Велика Британія, що 1875 року, скупивши акції єгипетського хедива (правителя Єгипту), стала володаркою пакета 44 % акцій. Основні прибутки компанії складалися з достатньо високого мита, стягнутого з кожної тонни вантажу, що провозиться, і плати за проїзд із пасажирів.
1888 року в Константинополі представниками 9 держав (Австро-Угорською імперією, Великою Британією, Німецькою імперією, Нідерландами, Королівством Італія, Іспанською імперією, Російською імперією, Османською імперією і Французькою республікою) була підписана Константинопольска конвенція, що передбачала вільне плавання каналом комерційних суден і військових кораблів усіх держав у будь-який час, у тому числі й у воєнний. Відповідно до неї до каналу ніколи не повинно застосовуватися право блокади. У воєнний час не допускається ніяких ворожих дій ні в межах власне каналу, ні в межах 3 морських миль від його вхідних портів. Військові кораблі воюючих держав повинні проходити через канал без зволікання і не затримуватися в портах Суец і Порт-Саїд понад 24 годин. Між виходом із цих портів військових суден воюючих держав повинно пройти не менше 24 годин. У липні 1956 року президент Єгипту Гамаль Абдель Насер видав указ про націоналізацію Компанії Суецького каналу з передачею всього майна, усіх прав і обов'язків Єгипту. Після цього відбувся ряд драматичних подій — рішення Єгипту, спровокувало проти нього збройну агресію Великої Британії, Франції й Ізраїлю, що була успішно відбита лише завдяки ефективній допомозі і підтримці з боку СРСР. У цей період канал продовжував функціонувати. Проте, зробивши для себе певні висновки з цих подій, 24 квітня 1957 року Єгипет проголосив обов'язковість для себе букви і духу Константинопольскої конвенції, рішучість забезпечувати і підтримувати вільне і безперервне судноплавство.
Тільки в 1967-1976 роках Суецький канал був закритий у зв'язку з окупацією його території й ушкодженнями, отриманими в ході єгипетсько-ізраїльського конфлікту. У повному обсязі він початків функціонувати після укладання єгипетсько-ізраїльського мирного договору 1979 року.

### Панамський канал
Канал розташований у найбільш вузькій частині Центральної Америки, що з'єднує Північну і Південну Америку, порти Атлантичного узбережжя (Кристобаль, Колон) і Тихого океану (Панама, Бальбоа). Канал має довжину 81,6 км (65, 2 км власне сушею та штучним озеро Гатун). Ширина від 150 до 300 м, має на своєму протязі 12 шлюзів. Будувався з 1881–1914 роки, перший океанський корабель пройшов ним 3 серпня 1914 року, хоча офіційно він був відкритий тільки 1920 року. У будівництві такого каналу були насамперед зацікавлені Сполучені Штати, що за Хей-Паунсефотському договором 1901 року, скориставшись скрутним становищем Великої Британії в період англо-бурської війни, одержали територію Панамського каналу у своє повне заступництво. Територія одержала міжнародно-правовий статус і оголошувалась нейтральною, гарантувався вільний прохід через канал військових і торгових суден усіх держав, як у мирний, так і у воєнний час.
1902 року США, погрожуючи будівництвом альтернативного каналу на території Нікарагуа, за 40 млн. $ доларів викупили у французів концесію на будівництво Трансамериканського каналу. В результаті пошуку різноманітних варіантів прокладки водного шляху 1903 року США одержали від Колумбії смугу землі шириною 10 миль за одноразову плату в 10 млн доларів і щорічні платежі по 250 тис. $ протягом 100 років. Але 12 серпня 1903 року провінція, територією якої проходив канал, не без втручання США, оголосила себе незалежною державою Панамою, котру 13 листопада відразу ж визнали США. Через три дні уклали з новою державою договір, відповідно до якого Сполученим Штатам давалось право необмеженого контролю над зоною каналу на вічні часи. Канал був оголошений недоторканним і вільним для доступу в будь-який час суднам усіх країн.
Суверенітет Панами над каналом був відновлений за Договором про Панамський канал від 7 вересня 1977 року, яким скасовувалися всі старі угоди щодо каналу, хоча до 1979 року територія всієї зони каналу знаходилася під юрисдикцією США, а потім відповідно до договору стала управлятися спеціальною змішаною американо-панамською комісією. Водночас США зберігали на термін до 31 грудня 1999 року право регулювання транзиту через канал, як і ряд інших прав. Другим Договором про постійний нейтралітет і експлуатацію Панамського каналу і Протоколом до нього, від того ж числа, проголошувалося, що канал буде відкритим для мирного транзиту суден усіх країн на умовах повної рівності і недискримінації. З 1 січня 2000 року над Панамським каналом цілком відновлений суверенітет Панами.

### Кільський канал
Кільський(Північно-Германський) канал з'єднує Балтійське і Північне море, прорізаючи по території ФРН півострів Ютландію, і має своєю основною задачею забезпечення спокійнішого, ніж у Північному морі, плавання між гирлом Ельби в Північному морі і Кільською бухтою на Балтиці. Протяжність каналу, відкритого в 1895 році, становить 98,7 км. На каналі діє система шлюзів. В наш час[коли?] канал знаходиться під повною юрисдикцією ФРН.
До кінця Першої світової війни канал був внутрішнім водним шляхом Німеччини, оскільки цілком розташований на її території. На Версальскій мирній конференції був установлений режим каналу на принципах, що застосовувалися до режиму Суецького каналу. Хоча під час Другої світової війни Німеччина, по суті, скасувала свободу плавання каналом, після закінчення війни цей режим був відновлений, але яких-небудь нормативних розпоряджень з цього приводу немає.

### Коринфський канал
Це ж стосується одного із найкоротших європейських каналів — Коринфського (довжина 6,3 км), що з'єднує Іонічне й Егейське моря, цілком проходячи територією Греції. Канал є невід'ємною частиною державної території країни, суб'єкта міжнародного права. Плавання визначається загальними нормами міжнародного права, що проголошують свободу судноплавства.

### Береговий канал
Один із найзначніших штучних водних шляхів — Береговий канал(англ. Intracoastal Waterway) в США (близько 4 800 км), що з'єднує Бостон і Браунсвилл. Глибина 2,85—3,66 м. Має дві ділянки повз узбережжя Атлантичного океану Бостон-Маямі та повз узбережжя Мексиканської затоки Браунсвил (Техас) — Карабелла (Флорида). Канал є невід'ємною частиною державної території країни, суб'єкта міжнародного права. Плавання визначається загальними нормами міжнародного права, що проголошують свободу судноплавства. Використовується для каботажу.

### Сайменський канал
Сайменський канал з'єднує озеро Саїмаа і Фінську затоку (довжина 55 морських миль). Канал був зданий в оренду Фінляндії Радянським Союзом 1962 року терміном на 50 років. Канал є невід'ємною частиною державної території Росії, суб'єкта міжнародного права. Плавання визначається загальними нормами міжнародного права, що проголошують свободу судноплавства.

## Води держав-архіпелагів (води архіпелагу)

Приклад архіпелажних вод (позначені блакитним). Філіппіни

Питання про правовий статус вод архіпелагу — морських вод, що з'єднують сухопутні території держав, розташованих винятково на островах, виникло й актуалізувалося в 60-ті роки XX сторіччя в зв'язку з тенденцією, що намітилася, ряду держав-архіпелагів в односторонньому порядку підпорядкувати ці води своєму контролю на шкоду традиційній практиці використання таких вод для цілей іноземного судноплавства, рибальства, прольоту літаків, прокладки кабелів тощо. Оскільки ці води історично мали статус відкритого моря, у наявності була неправомірна спроба підриву загальновизнаних свобод відкритого моря.
Нормативне регулювання вод, що оточують держави-архіпелаги, відбулося на III Конференції з морського права. До цього при визначенні меж територіального суверенітету розрізнення між континентальною й острівною державою не провадилося. У статті 46 Конвенції ООН з морського права 1982 року дане визначення держави-архіпелагу. Держава-архіпелаг — це держава, що складається з одного або більше архіпелагів і може включати також інші острови. Архіпелаг же означає групу островів, включаючи частини островів, що з'єднують їхні води й інші природні утворення, що настільки тісно взаємозалежні, що такі острови, води й інші природні утворення складають єдине географічне, економічне і політичне ціле або історично вважаються такими.
Термін «архіпелаг» має свою давню історію. У період панування Венеції в східному Середземномор'ї архіпелагом іменували простір між Балканським півостровом і Малою Азією, що усіяний дрібними і середніми островами. Згодом так стали іменувати море, усіяне островами, а потім — групи островів, що лежать недалеко один від одного й утворюють деяку цілісність. Слід зазначити, що ще до III Конференції з морського права ряд держав, здійснюючи радикальні заходи до захисту своєї самобутності, оголосили себе державами-архіпелагами. Так вчинили 1957 року Індонезія, 1961 року — Філіппіни, 1970 року — Маврикій та ін. Це призвело до того, що свою територію держави-архіпелаги обмежували методом прямих вихідних ліній, замикаючи їх навколо всього архіпелагу. Таке становище, як відзначалося, призвело до загрози інтересам інших країн, оскільки створювало в міжострівних водах архіпелагу режим внутрішніх морських вод, — як правило, там, де проходили шляхи інтенсивного торгового судноплавства.
Конвенція 1982 року створила умови для усунення протиріч між острівними державами і всіма іншими користувачами моря, уточнивши і наново визначивши цілий ряд понять. Так, об'єктом міжнародно-правової регламентації явилися води архіпелагів — морські простори держав-архіпелагів, обмежені прямими вихідними лініями, що з'єднують найвидатніші точки найвіддаленіших островів і осихаючих рифів архіпелагу. У межі таких вихідних ліній включаються головні острови і район, у якому співвідношення між площею водної поверхні і площею суші, включаючи атоли, становить від 1:1 до 9:1. Довжина таких вихідних ліній не повинна перевищувати 100 морських миль, проте припускається, що до 3 % від загального числа вихідних ліній, що замикають будь-який архіпелаг, можуть перевищувати цю довжину до максимальної довжини в 5 морських миль. При проведенні таких вихідних ліній не припускається скільки-небудь помітних відхилень від загальної конфігурації архіпелагу.
Таким чином, для створення нормальних умов морського судноплавства в статті 47 Конвенції не було заборонене проведення прямих вихідних ліній (їх іменують прямими вихідними лініями архіпелагу), хоча цей документ і встановив деякі особливості їх проведення. Крім того, держава-архіпелаг належним чином публікує карти з зображенням вихідних ліній архіпелагу такого масштабу, що є прийнятним для точного встановлення їхнього стану, або переліки їхніх географічних координат і здає на зберігання копію кожної такої карти або перелік Генеральному секретарю ООН. Результатом такого підходу явилося таке: води архіпелагів набули статусу не внутрішніх морських вод, а, по суті, територіального моря, із правом мирного проходу через них, як і правом прольоту над ними.
Згідно зі статтею 53 Конвенції держава-архіпелаг управі встановлювати морські і повітряні коридори з метою «безперервного і швидкого проходу іноземних суден… і прольоту іноземних літальних апаратів над ними». Якщо держава-архіпелаг не встановила таких коридорів, то для забезпечення безперешкодного проходження (прольоту) через води архіпелагу (або над ними) можуть бути обрані шляхи, звичайно використовувані для міжнародного судноплавства (польотів). Встановлений конвенцією статус вод архіпелагу одночасно не скасовує існуючі угоди і традиційні права на рибальство й існуючі підводні кабелі.